# Национальная баскетбольная ассоциация
Национа́льная баскетбо́льная ассоциа́ция, НБА (англ. National Basketball Association, NBA) — профессиональная баскетбольная лига Северной Америки, в частности, США и Канады. Входит в пятерку главных профессиональных спортивных лиг Северной Америки, наряду с НХЛ, МЛБ, МЛС и НФЛ. Была основана в 1946 году как Баскетбольная ассоциация Америки и, соединившись с Национальной баскетбольной лигой, была переименована в Национальную баскетбольную ассоциацию.
С 2004 года в состав Ассоциации входят 30 команд, которые по географическому признаку разделены на Восточную и Западную конференции, а каждая из конференций, в свою очередь, разделена на три дивизиона по пять команд. В течение регулярного сезона каждая из команд проводит 82 матча, по результатам которых отбираются участники плей-офф. В плей-офф команды играют по олимпийской системе, до 4 побед в своей конференции. Два чемпиона конференций встречаются между собой в главном финале, где и определяется обладатель звания чемпиона НБА.
Доход НБА в 2010 году составил 3,8 миллиарда долларов, и, при расходах чуть более 3,6 миллиарда долларов, операционная прибыль за год составила 183 миллиона долларов, а показатель рентабельности — 4,8 %. Средняя зарплата игроков в 2010 году составила 4,8 миллиона долларов в год — больше, чем в любой другой спортивной лиге в мире. Центральный офис НБА располагается на 19 этаже Олимпик-тауэр на Пятой авеню в Нью-Йорке.

## История

### Предыстория
Спустя всего несколько лет после создания самой концепции игры Джеймсом Нейсмитом зимой 1891 года начали появляться новости о создании многочисленных, изначально местных, баскетбольных лиг. Эти лиги базировались в крупных городах Восточного побережья США: Филадельфии, Бостоне, Нью-Йорке. 7 ноября 1896 года состоялся первый в истории баскетбола профессиональный матч: в городе Трентон, штат Нью-Джерси, местная команда Христианской Ассоциации Молодых Людей встретилась с командой аналогичной организации из Бруклина; для оплаты помещения пришлось брать со зрителей определённую плату за вход. После оплаты аренды храма, в котором и прошёл матч, оставшиеся деньги игроки поделили между собой; в итоге каждый из них стал богаче на 15 долларов. Фред Купер, как капитан, получил 16 долларов, став на какое-то время самым высокооплачиваемым баскетболистом в истории. Команда Трентона победила со счётом 16-1.
Первая профессиональная лига появилась в 1898 году и объединила 6 команд из Пенсильвании и Нью-Джерси. Национальная баскетбольная лига не была единственной подобной организацией, но, в отличие от конкурентов, в своём первоначальном виде она просуществовала 5 лет: в то время команды часто переходили из одной лиги в другую, и зачастую такие лиги существовали всего несколько недель.
Одной из первых прославленных на всю страну профессиональных баскетбольных команд стали «Ориджинал Селтикс» (никак не связаны с современными «Бостон Селтикс»), образованные в 1914 году и воссозданные после Первой мировой войны. «Селтикс» были не только настолько непобедимы, что кочевали из лиги в лигу в поисках достойных соперников и неизменно покидали турнир из-за отсутствия конкуренции, но и стали новаторами, создав понятие зонной защиты и введя первые контракты с игроками. Лу Бендер был звездой той команды. Немалое влияние на популяризацию баскетбола оказала команда «Гарлем Глобтроттерс», созданная Эйбом Саперштейном в 1927 году.
В начале XX века баскетбол оставался гораздо менее популярен, чем футбол и хоккей, однако в середине 1920-х годов стал всё больше набирать популярность. В 1925 году президентом НФЛ Джозефом Карром была создана Американская баскетбольная лига, которая стала первой попыткой собрать все лучшие команды страны, и формально, после 1933 года как Лига Восточного побережья, она просуществовала до 1955 года.

### Рождение НБА и её первая династия
Команда-династия — команда, доминировавшая в своём виде спорта на протяжении нескольких сезонов
Конкуренция между АБЛ, воссозданной в 1937 году НБЛ и НАСС, лигой студенческого спорта, появившейся в 1938 году, продолжалась и во время войны, и после неё, вплоть до появления БАА 6 июня 1946 года. БАА в большей степени, чем любая другая лига, стала основой для современной НБА. Располагая внушительными финансовыми средствами, основатели лиги в лице владельцев крупных хоккейных арен во главе с президентом Морисом Подолофом делали акцент на перемещение такого перспективного и быстро развивающегося спорта, как баскетбол, на такие крупнейшие арены страны, как «Бостон-гарден» и «Медисон-сквер-гарден».
Первая встреча прошла в Торонто в «Мэйпл Лиф-гарденс», где местные «Хаскиз» принимали «Никербокерс» из Нью-Йорка. Таким образом, основное различие между лигами было в том, что в состав клубов НБЛ входили ведущие игроки страны, но матчи БАА проходили на крупных стадионах, хотя и не отличались высокой результативностью, во многом из-за отсутствия правила 24 секунд. И если в дебютном сезоне БАА чемпионом стала команда «Филадельфия Уорриорз» во главе с лидером Джозефом Фулксом, изначально созданная для новой лиги, то праздновавшие победу в 48-м «Балтимор Буллетс» и «Миннеаполис Лейкерс» в 49-м были гостями из соседних лиг (АБЛ и НБЛ соответственно).
3 августа 1949 года прошла встреча владельцев НБЛ и БАА, на которой было подписано соглашение об объединении двух лиг и создании единой Национальной баскетбольной ассоциации, в состав которой изначально вошли 17 команд — 3 дивизиона по 5 или 6 команд. В 1950 году 6 команд вышли из НБА, а в 1954 году количество команд сократилось до 8-ми, и все восемь существуют и по сей день: «Никс», «Селтикс», «Уорриорз», «Лейкерс», «Ройалз» / «Кингз», «Нэшионалз» / «Севенти Сиксерз», «Пистонс» и «Хокс».

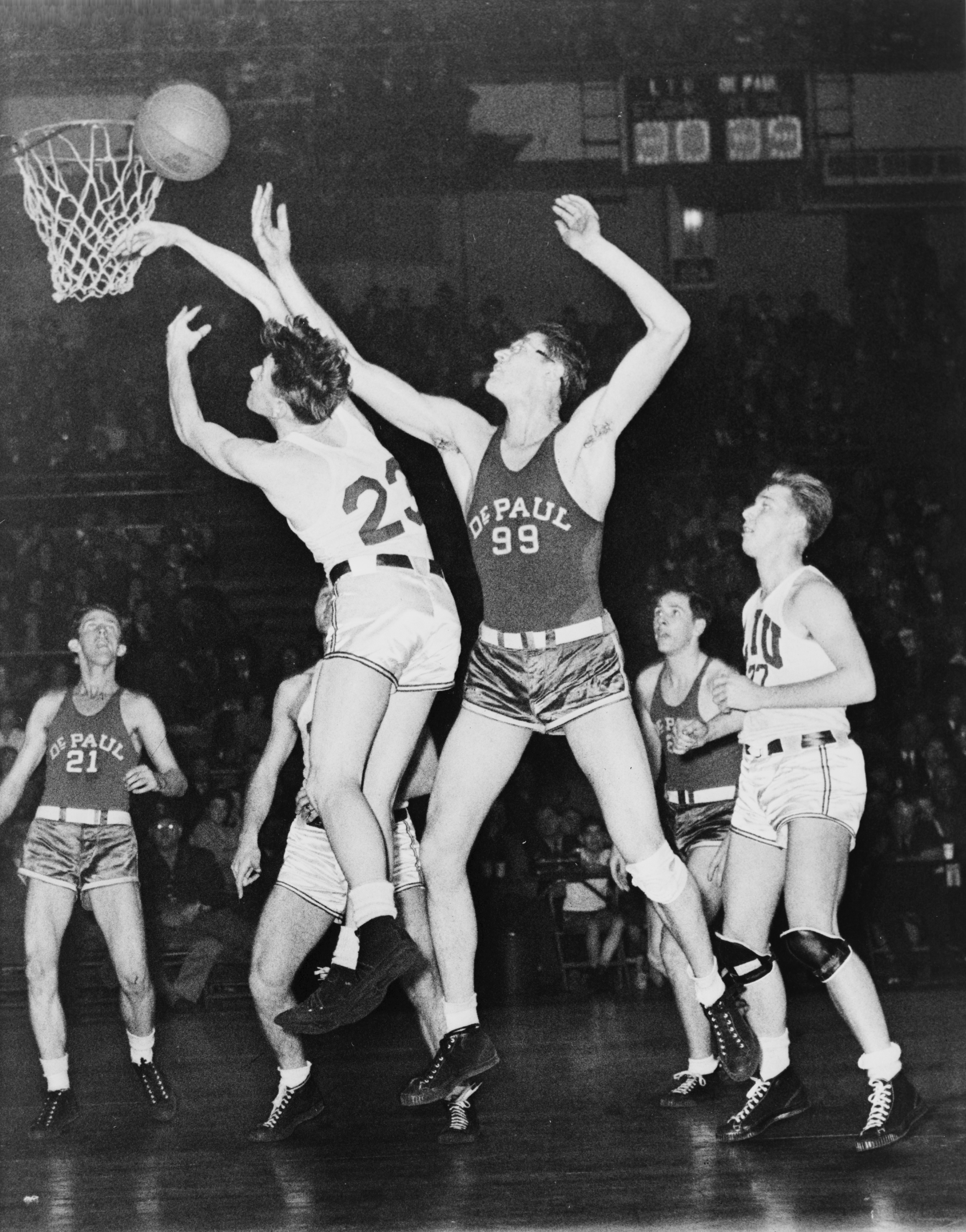
Джордж Майкен (справа) во времена выступлений за Университет Де Поля

Несмотря на то, что первым «цветным» игроком в 1948 году ещё в БАА стал американец японского происхождения Ватару Мисака, 1950 год считается годом появления в НБА первого афроамериканского игрока. К 2011 году доля чернокожих игроков в лиге составляет примерно 80 %.
Первые шесть сезонов НБА прошли под знаком бесспорного преимущества бывшего клуба НБЛ — команды «Лейкерс» из Миннеаполиса, сумевшей выиграть за это время пять чемпионатов, лишь в 1951 году из-за большого числа травм среди игроков уступившей право играть в финальной серии клубу «Рочестер Ройалз», который в итоге и стал победителем. Своими успехами «Лейкерс» были, в первую очередь, обязаны своему центровому Джорджу Майкену.
Этот близорукий — даже на площадку выходил в очках с толстыми линзами — уроженец штата Иллинойс стал первым настоящим центровым, лично разработав многие приёмы игры, которые до него просто не существовали. Набирая, в среднем, по 22 очка за игру (по 28 во время выступлений в БАА), при средней результативности всей команды в 80 очков, Майкен вынудил чиновников Ассоциации пойти на изменение правил. Введение трёхсекундной зоны и её расширение привели к вынужденному удалению высокорослых игроков от кольца: это правило зачастую называют «правилом Майкена». С уходом Майкена, названного Associated Press лучшим игроком первой половины XX века, из профессионального спорта и последующим переездом «Лейкерс» на западное побережье, в Лос-Анджелес, закончилось первое десятилетие НБА.

### Доминирование «Селтикс»

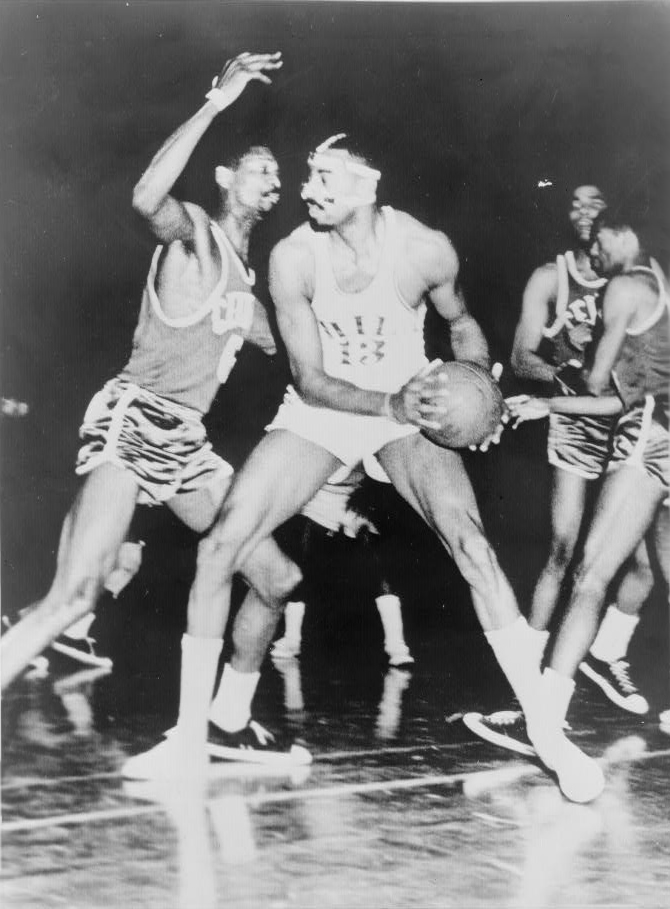
Билл Рассел (слева) против Уилта Чемберлена (с мячом, справа)

С 1957 по 1969 год включительно ни одна команда не могла сравниться по мастерству с «Селтикс» из Бостона, выигравшими в 13 сезонах 11 чемпионских титулов. Легендарный тренер «кельтов» Рэд Ауэрбах выменял права на выбранного клубом «Сент-Луис Хокс» на драфте 1956 года центрового Билла Рассела, а затем, выбрав «территориальным пиком» форварда Тома Хейнсона, заполучил последний элемент чемпионской команды. Объединив амбициозных новичков с такими игроками, как Джон Хавличек, Билл Шерман, Боб Коузи и Сэм Джонс, Ауэрбах, начиная с сезона 1956—1957 годов, десять раз подряд выводил «Селтикс» в главный финал НБА.
В 1958 году бостонцы уступили в финальной серии Сент-Луису, победив лишь в двух встречах и проиграв в четырёх, однако уже на следующий год реабилитировались, впервые в истории профессионального баскетбола выиграв финальную серию «всухую» у Миннеаполиса и набрав в четырёх матчах в общей сложности 487 очков (хотя оба участника впервые набирали в каждой встрече более ста очков).
«Селтикс» конца 1950-х — начала 1960-х считается одной из наиболее доминирующих команд за всю историю НБА, несмотря на рекордные выступления такого выдающегося атлета, как Уилт Чемберлен, выступавшего за конкурирующие команды. Придя в лигу в 1959 году, 216-сантиметровый центровой стал легендой ещё при жизни, установив рекорды по количеству набранных очков за игру (100) и подборов (55), но став чемпионом Ассоциации лишь дважды, уже на закате первой эпохи «Селтикс» (в 1967 и 1972).
В начале нового десятилетия «Лейкерс» первыми перебрались на западное побережье, переехав в Лос-Анджелес, «Уорриорз» перебрались в Сан-Франциско из Филадельфии, куда переехали «Сиракьюз Нэшионалз», сменив название на «Севенти Сиксерз». В 1961 году «Чикаго Пэкерз» (ныне «Вашингтон Уизардс») стали 9-й командой НБА, а с 1966 по 1968 год лига расширилась до четырнадцати клубов, приняв в свои ряды «Чикаго Буллз», «Сиэтл Суперсоникс» (позже переехавшие в Оклахома-Сити и сегодня именуемые «Тандер»), «Сан-Диего Рокетс» (четыре года спустя они переехали в Хьюстон), «Милуоки Бакс» и «Финикс Санз».

### Конкуренция сАБА

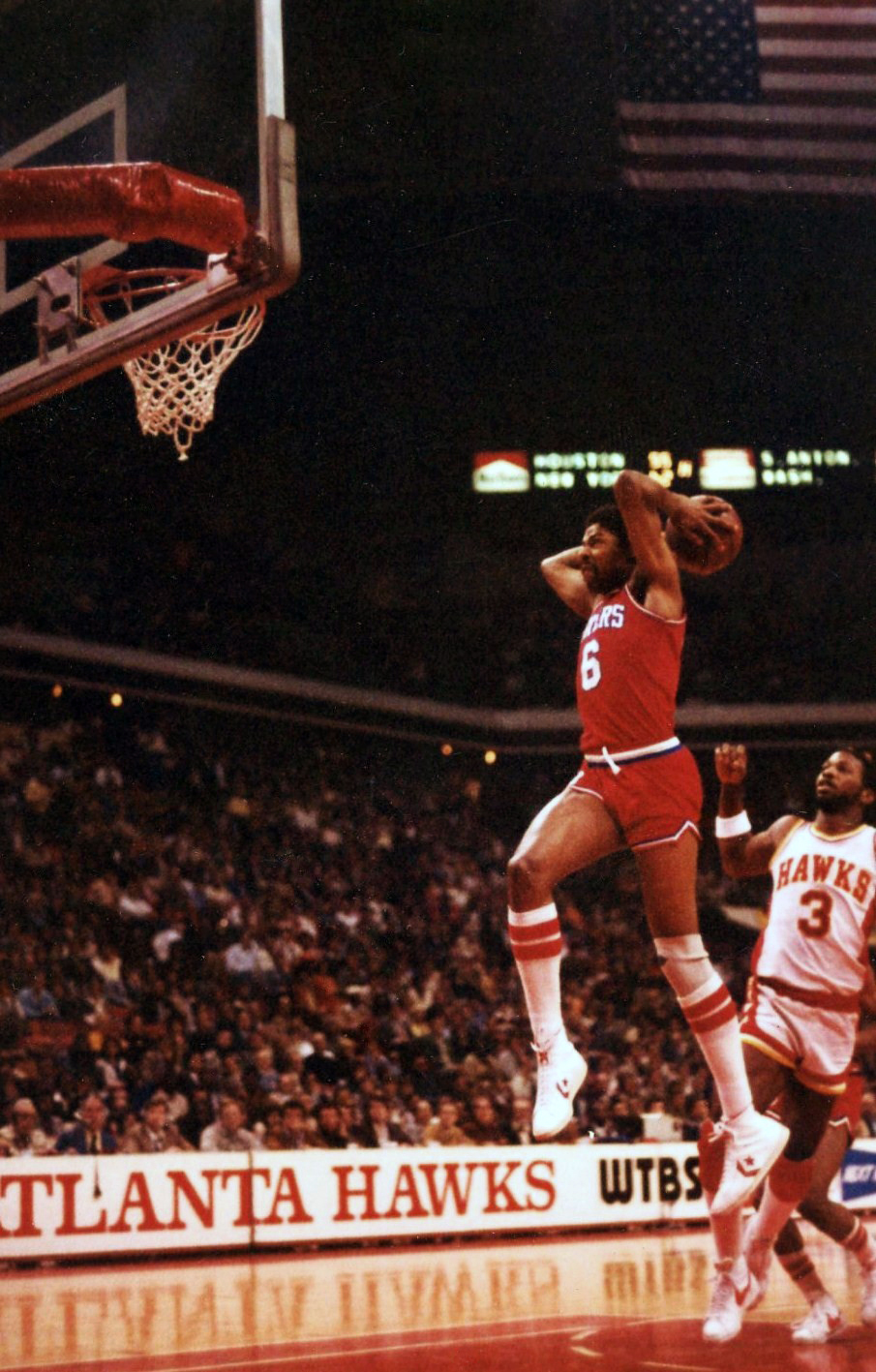
Джулиус Ирвинг (№ 6) в игре против «Атланты Хокс», 1981 год

Но в 1967 году, когда в НБА было только 10 команд, Ассоциация всячески сопротивлялась расширению: за вступление необходимо было заплатить 1,5 миллиона долларов, поэтому ряд бизнесменов из нескольких городов решили создать свою профессиональную лигу для конкуренции с НБА. Первым комиссионером новой лиги стал Джордж Микан — ранее игрок клуба БАА и НБА «Миннеаполис Лейкерс». Именно он, став первым комиссионером новой лиги, был автором идей о введении линии трёхочкового броска и использовании нового разноцветного мяча вместо оранжевого в НБА.
Конкуренция с лигой, названной Американская баскетбольная ассоциация, заставила НБА отказаться от своей прежней политики и приступить к активному расширению в попытке занять наиболее выгодные города. АБА, в свою очередь, удалось переманить к себе не только несколько известных игроков, таких как Рик Бэрри и Джулиус Ирвинг, но и лучших судей НБА. В АБА также впервые появились «региональные» команды, такие как «Виргиния Скуайрз» и «Каролина Кугэрз», которые проводили домашние матчи на разных площадках внутри штата.
Попытки слияния лиг начались ещё в 1970 году, но положительному исходу переговоров помешал антитрестовский иск против лиги, поданный президентом ассоциации игроков Оскаром Робертсоном. За время рассмотрения дела и поиска консенсуса между Ассоциацией и игроками НБА увеличила количество клубов до 18: «Портленд Трэйл Блэйзерс», «Кливленд Кавальерс» и «Баффало Брейвс» (ныне «Лос-Анджелес Клипперс») присоединились к НБА в 1970 году, а в 1974 году лига пополнилась клубом «Нью-Орлеанс Джаз» (сейчас базируется в Солт-Лейк-Сити и именуется «Юта Джаз»).
В 1976 году было достигнуто соглашение о слиянии лиг и перемещении ещё 4 клубов из АБА в НБА. Этими клубами стали «Сан-Антонио Спёрс», «Индиана Пэйсерс», «Денвер Наггетс» и «Нью-Йорк Нетс» (сейчас «Бруклин Нетс»); общее число команд достигло 22. Позже, уже после перехода в НБА, Джулиус Ирвинг скажет, что «НБА просто стала более масштабной версией АБА, с разницей лишь в размере имеющихся ресурсов».
Тем не менее, иск, поданный Робертсоном, также не прошёл бесследно, и, в результате удовлетворения предъявленных требований, произошли значительные изменения в отношениях клубов и игроков, особенно по части зарплаты.
В 1969 году Аланом Сигелом, основателем и руководителем компании Siegel + Gale, занимающейся вопросами брендирования, по заказу самой лиги была создана эмблема Национальной Баскетбольной Ассоциации. Изначально, во время просмотра фотографий из архива журнала SPORT, внимание Сигела привлекло изображение Джерри Уэста — легендарного игрока «Лос-Анджелес Лейкерс». Взяв силуэт Уэста за основу, в ходе разработки дизайна, по словам Сигела, он предложил ассоциации на рассмотрение около 50 собственных вариантов логотипа, но Уолтер Кеннеди (комиссионер НБА с 1963 по 1975 год) настаивал на создании эмблемы, схожей с той, что чуть ранее (в 1968 году) утвердили в МЛБ (ГЛБ) — силуэт игрока и сине-бело-красный набор цветов. Выбор цветов диктовался желанием приравнять баскетбол с бейсболом в звании всеамериканской игры, использовав в эмблеме цвета флага США. Окончательный вариант эмблемы был официально принят и используется как товарный знак с 1971 года. Алан Сигел за разработку логотипа в качестве гонорара получил 3,5 тысячи долларов.
В 1969 году под первым номером на драфте клубом «Милуоки Бакс» был выбран Льюис Альсиндор-младший, после выигранного чемпионата 1971 года принявший ислам и сменивший имя на более узнаваемое сегодня — Карим Абдул-Джаббар. Под этим именем он стал известен во всём мире как центровой «Лейкерс» (был обменян в 1975 году), игравший за этот клуб в течение четырнадцати сезонов и пять раз становившийся в его составе чемпионом НБА. Проведя в профессиональном баскетболе 20 лет и оставив его в 1989 году, Карим Абдул-Джаббар является рекордсменом НБА по количеству набранных очков, сыгранных минут, выполненных и забитых бросков с игры, числу заработанных фолов.
Помимо Джаббара, звёздами семидесятых были такие игроки, как Артис Гилмор, Билли Каннингем, Дэйв Коуэнс, Джулиус Ирвинг, Боб Макаду, Билл Уолтон и Мозес Мэлоун (перечисленные игроки получили титул MVP регулярного чемпионата с 71 по 79 год), но также и Уолт Фрейзер, и Пит Маравич, и многие другие внесли свой вклад в развитие НБА.
Тем не менее, к концу десятилетия прослеживалась тенденция к падению интереса по отношению к баскетболу со стороны общественности — слабая посещаемость и низкие телевизионные рейтинги не предвещали лиге светлого будущего, если бы не заново возродившаяся дуэль «Селтикс» и «Лейкерс».

### Рост и пик популярности
Противостояние этих команд тянется сквозь всю историю НБА (в сумме на конец сезона 2019/2020 они выиграли 34 титула чемпионов (у каждого по 17 титулов); 12 встреч в Финалах), но особенно напряжённым и красочным оно стало с приходом в лигу сначала Ларри Бёрда (1978), а затем и Ирвина «Мэджика» Джонсона (1979). С 1980 по 1989 каждый год одна из команд выходила в финал, но лишь в 1984 году они впервые боролись за главный титул между собой. Семиматчевая серия была выиграна «кельтами», но «Лейкерс» взяли реванш уже на следующий год, в 1985, открыв счёт в историческом противостоянии с «Селтикс» в финальных сериях (8-0 до того момента). В последний раз Бёрд и Джонсон встретились в финале 1987 года, где вновь «озёрные» оказались сильнее. Соперничество этих двух игроков вошло в историю. Считается, что именно Ларри и Мэджик «спасли» НБА и спровоцировали начало восстановления интереса к Ассоциации после серии скандалов, связанных с наркотиками, расизмом и всё ухудшавшимися отношениями между владельцами команд и игроками.
Немаловажным событием для дальнейшего роста НБА стало назначение Дэвида Стерна комиссионером НБА в 1984 году. Сменив на этом посту Ларри О’Брайена и продолжая оставаться главным бизнесменом Ассоциации вплоть до своей смерти в январе 2020 года, Стерн поднял лигу на новый уровень — как финансовый, так и игровой.
В 1980 году в лиге появилась 23-я по счёту команда, «Даллас Маверикс», в 1988 году НБА пополнилась командами из Майами и Шарлотт (позже — Новый Орлеан), а в 1989 году в лиге дебютировали «Миннесота Тимбервулвз» и «Орландо Мэджик».
В конце 1980-х годов два титула (1989, 1990) подряд выиграли «Пистонс» из Детройта, прозванные «плохими парнями» за силовую и зачастую грязную, но приносящую результат игру в обороне, особенно на своей половине площадки.
Но несколько ранее, в 1984 году, в Национальной баскетбольной Ассоциации появился человек, навсегда изменивший восприятие процесса игры у миллионов фанатов и ставший лицом баскетбола на долгие годы.

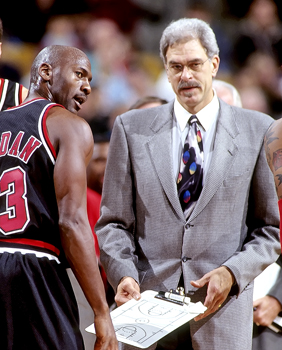
Майкл Джордан и главный тренер «Буллз» Фил Джексон

Майкл Джеффри Джордан был выбран клубом «Чикаго Буллз» под общим 3 номером на драфте 1984 года. Став Лучшим новичком в 1985 году, он удивил всех 63 очками во второй игре серии первого раунда плей-офф 1986 года и в 1988 году получил свой первый титул Самого ценного игрока регулярного чемпионата (несмотря на невероятные 37,1 очков Джордана в среднем за игру, в предыдущем сезоне награду получил Мэджик Джонсон). Но своего часа Джордану пришлось ждать до сезона 1990—91, три сезона подряд перед этим сталкиваясь в плей-офф с непреодолимым барьером в виде «Пистонс».
Получив второй титул MVP и выиграв чемпионат в 1991 году, он повторил подобную процедуру и год спустя, лишь на третий год уступив Чарльзу Баркли титул лучшего игрока регулярного сезона. Этот факт не помешал Джордану и «Буллз» стать третий раз подряд чемпионами и третий раз подряд получить Майклу звание самого ценного игрока Финала.
После временного ухода Джордана из профессионального баскетбола по причине «потери интереса к игре» два раза подряд к заветному кубку чемпионов приводил свою команду Хаким Оладжьювон, центровой клуба «Хьюстон Рокетс», ставший лучшим игроком чемпионата 1994 года, лучшим игроком финальных серий 94 и 95 и только третьим игроком в истории НБА, кому удалось сделать квадрупл-дабл (четыре года спустя четвёртым станет Дэвид Робинсон).
21 месяц спустя после перехода в бейсбол Джордан вернулся в НБА, спровоцировав самый большой скачок всевозможных рейтингов популярности Ассоциации. Сценарий первого «три-пита» повторился, и 13 января 1999 года Джордан во второй раз завершил карьеру в звании «лучшего игрока, когда-либо выходившего на баскетбольную площадку», выиграв 6 титулов чемпиона за 8 лет и внеся «Чикаго Буллз» 1990-х годов в список величайших команд за всю историю существования НБА.
90-е годы стали пиком популярности баскетбола в США и за их пределами. Противостояния великих центровых, таких как Дэвид Робинсон, Хаким Оладжьювон, Дикембе Мутомбо, Патрик Юинг и Шакил О’Нил, вошли в историю. Расцвет пар Карл Мэлоун и Джон Стоктон, Шон Кемп и Гэри Пэйтон пришёлся именно на конец тысячелетия, равно как и сильнейшие индивидуальные выступления Клайда Дрекслера, Чарльза Баркли, Гранта Хилла, Пенни Хардуэя и многих других.
В 1995 году, в результате расширения лиги на Канаду, в НБА появились команды «Ванкувер Гриззлис» и «Торонто Рэпторс», хотя «медведи» позже перебрались в Мемфис, оставив «динозавров» единственной командой к северу от американо-канадской границы. 3 ноября 1995 года был запущен официальный сайт лиги NBA.com. В 1998 году начался локаут, который продлился 204 дня, и в результате регулярный чемпионат был сокращён до 50 игр. Чемпионами впервые в истории стали «Спёрс» из Сан-Антонио.

### В XXI веке
С 1998 года на передний план вышла Западная конференция в лице «Сан-Антонио Спёрс» и «Лос-Анджелес Лейкерс», которые в общей сложности выиграли 9 титулов за 13 лет. Её гегемонию удалось прекратить лишь «Детройт Пистонс» в 2004 году, «Майами Хит» в 2006, «Бостон Селтикс» в 2008.
Для новейшего периода истории НБА более характерна ярко выраженная опора на двух или трёх звёздных игроков, нежели на построение целостной и ровной команды: Шакил О’Нил и Коби Брайант, приведшие «Лейкерс» к 3 чемпионствам подряд (2000—2002), «башни-близнецы» Данкан и Робинсон в «Сан-Антонио» (1999—2003), Дуэйн Уэйд и Шакил О’Нил в «Майами» образца 2006 года, «Большое Трио» Пирс-Гарнетт-Аллен, вернувшее в Бостон давно забытый за 22 года неудач запах побед в 2008 году, и трио Джеймс-Уэйд-Бош, собранное вместе в клубе «Майами Хит» в результате межсезонья 2010 года. В первый же год игры вместе «Хит» дошли до финала, где уступили «Даллас Маверикс» со счётом 4-2. Но уже в следующем году Джеймс и Ко стали чемпионами, переиграв в финале «Оклахому-Сити» в пятиматчевом противостоянии. Для «Маверикс» эта победа стала первой в истории клуба, а также столь долгожданным чемпионством для таких ветеранов, как Джейсон Кидд, Шон Мэрион и Дирк Новицки.
В 2004 году после присоединения к ассоциации «Шарлотт Бобкэтс» число команд НБА достигло тридцати.
1 июля 2011 года НБА объявила о новом локауте.
В 2013 году «Майами Хит» обыграл «Сан-Антонио Спёрс» 4-3, выиграв Финал второй год подряд. Как и годом раньше, MVP Финала был назван ЛеБрон Джеймс.
В 2014 году «Сан-Антонио Спёрс» выиграл Финал у «Майами Хит» 4-1. MVP Финала был назван Кавай Леонард.
В 2015 году кубок достался «Голден Стэйт Уорриорз», обыгравшим «Кливленд Кавальерс» 4-2. MVP Финала стал Андре Игудала.
В 2016 году Финал выиграл «Кливленд Кавальерс», обыграв «Голден Стэйт Уорриорз» в 7 играх, став первой командой в истории НБА, выигравшей финал уступая 1-3. MVP Финала был назван ЛеБрон Джеймс.
В 2017 году чемпионом стал «Голден Стэйт Уорриорз», обыграв «Кливленд Кавальерс» 4-1. MVP Финала стал Кевин Дюрант.
В 2018 году «Голден Стэйт Уорриорз» обыграл «Кливленд Кавальерс» 4-0, выиграв Финал второй год подряд. Как и годом раньше, MVP Финала был назван Кевин Дюрант.
В 2019 году «Торонто Рэпторс» впервые в своей истории стали чемпионами НБА, обыграв в финале «Голден Стэйт Уорриорз» со счётом 4-2. MVP Финала был назван Кавай Леонард
В начале 2020 года сезон 2019/2020 приостановили из-за пандемии COVID-19, игры возобновились 31 июля 2020 года. По итогу чемпионский титул выиграл «Лос-Анджелес Лейкерс» впервые за последние 10 лет, обыграв в финале «Майами Хит» с общим счётом 4-2. MVP Финала был назван ЛеБрон Джеймс в четвёртый раз за свою карьеру.

## Команды
Изначально в Лиге было 11 команд. Под влиянием различных причин их количество варьировалось, особенно в первые годы, но затем, постепенно увеличиваясь, достигло нынешнего максимума — тридцати. Двадцать девять из них расположены на территории США, и одна — «Торонто Рэпторс» — в Канаде. Все команды разделены на две конференции по географическому признаку — на Западную и Восточную, каждая из которых, в свою очередь, состоит из трёх дивизионов по 5 команд в каждом.
Наибольшее количество выигранных чемпионатов в активе клубов «Бостон Селтикс» (18 побед) и «Лос-Анджелес Лейкерс» (17; если брать в расчёт ещё и выступления в НБЛ, то число итоговых побед у обеих команд будет одинаковым). На третьем месте — «Чикаго Буллз» и «Голден Стэйт Уорриорз» с 6 титулами; У «Чикаго Буллз» все шесть были добыты в течение 8 лет в ходе девяностых годов. Пять раз триумфаторами были «Сан-Антонио Спёрс» и, трижды — «Сиксерс», «Пистонс» и «Хит».

## Драфт НБА
Драфт НБА — ежегодное событие, одна из важнейших частей межсезонья, в которой всем 30 клубам дана возможность выбрать, получить права и подписать контракт с молодыми перспективными игроками. В большинстве случаев это студенты американских колледжей и университетов, закончившие или продолжающие обучение на момент драфта. Существуют также 42 случая выбора на драфте игрока прямо со школьной скамьи; трое из них были выбраны под 1-м номером.

### История

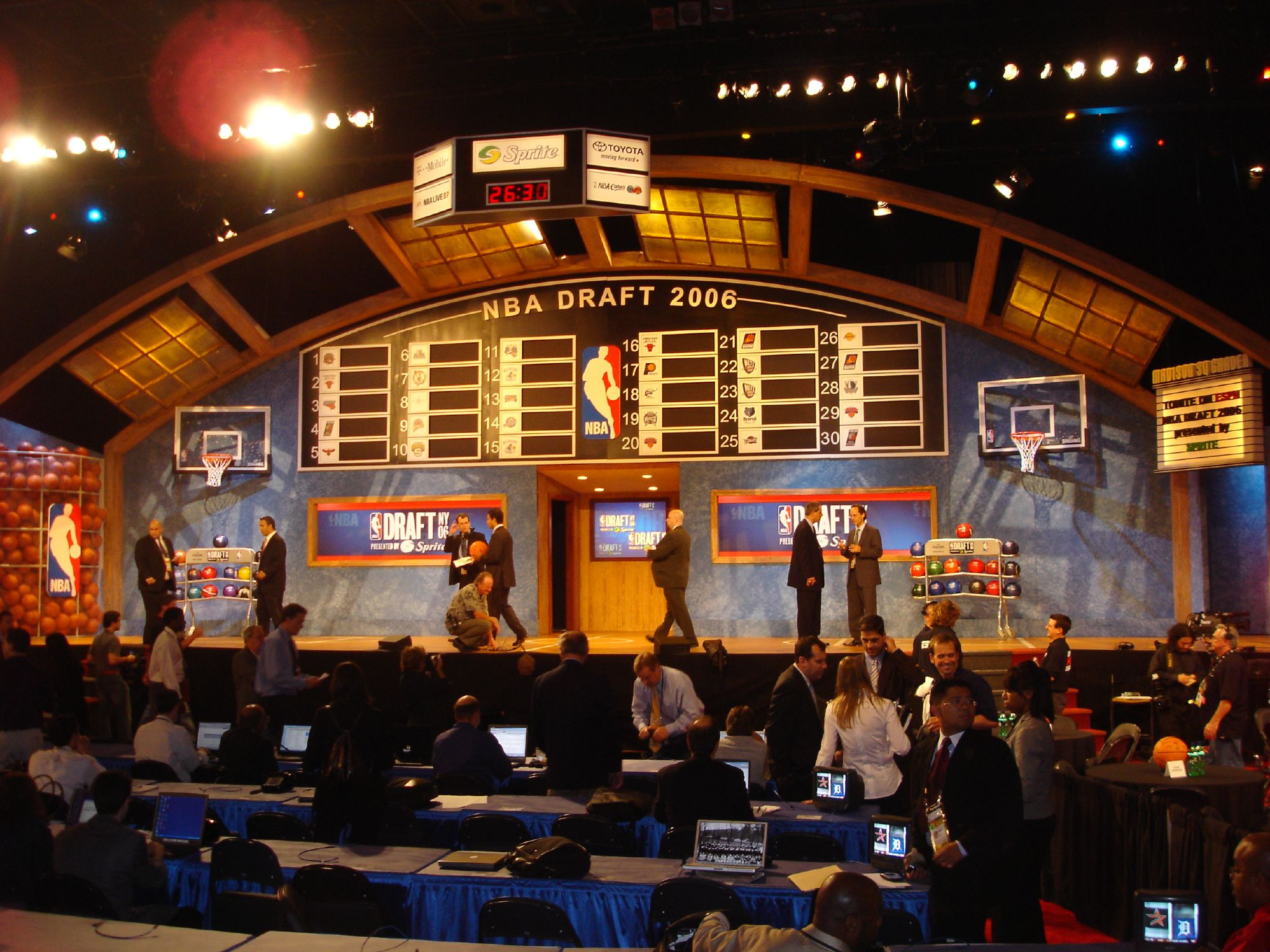
Подготовка к церемонии драфта НБА 2006 года

Драфт проходит в два раунда. Первые 14 мест зарезервированы клубами, не попавшими в плей-офф. Они участвуют в лотерее, где и разыгрывается очерёдность права выбора. Лотерея проводится с 1985 года. До 1985 года все команды вне зоны плей-офф имели равные шансы получить любой из номеров; с 1966 по 1984 год судьба первого номера драфта решалась подбрасыванием монеты для разрешения спора между худшими командами обоих дивизионов, а оставшиеся команды выбирали в порядке, обратном занятому в регулярном чемпионате месту. В 1987 году процедура изменилась, и в лотерее стали разыгрываться только первые три номера. В 1990 году появилось правило предоставлять худшей команде ассоциации максимальные шансы на первый номер драфта. Также до 1989 года количество раундов драфта напрямую зависело от количества игроков, подавших заявку на участие в нём, но, даже будучи выбраны, например, в 21 раунде (как в 1960), большинство игроков оставались невостребованными в клубах, поэтому количество раундов постепенно сокращали до двух (на 2011). Таким образом, увеличилось количество игроков, попавших в лигу, не будучи задрафтованными. Среди них — Бен Уоллес, Брэд Миллер, Тимофей Мозгов.
Также до 1966 года существовал так называемый «территориальный выбор»: клуб, отказавшись от своего самого высокого выбора на драфте, мог вне очереди выбрать игрока любого колледжа в радиусе 50 миль от месторасположения арены команды. Целью этого права стало привлечение большего количества местных болельщиков, знакомых с игроком по его игре за колледж, к играм «родной» для них команды НБА. Таким образом попали в НБА и Оскар Робертсон, и Пол Аризин, и Уилт Чемберлен, и Гейл Гудрич, и многие другие (в сумме 22 игрока; 11 из них введены в Зал славы).

### Структура
| Номер в лотерее | Количество выигрышных комбинаций | Шанс получить выбор № 1 на драфте |
| --------------- | -------------------------------- | --------------------------------- |
| 1               | 250                              | 25 %                              |
| 2               | 199                              | 19.9 %                            |
| 3               | 156                              | 15.6 %                            |
| 4               | 119                              | 11.9 %                            |
| 5               | 88                               | 8.8 %                             |
| 6               | 63                               | 6.3 %                             |
| 7               | 43                               | 4.3 %                             |
| 8               | 28                               | 2.8 %                             |
| 9               | 17                               | 1.7 %                             |
| 10              | 11                               | 1.1 %                             |
| 11              | 8                                | 0.8 %                             |
| 12              | 7                                | 0.7 %                             |
| 13              | 6                                | 0.6 %                             |
| 14              | 5                                | 0.5 %                             |

14 шариков, обозначенные числами от 1 до 14, помещены в лотерейный барабан, из которого наугад вынимаются 4. Порядковый номер вынимаемого шара не важен, поэтому существуют 24 комбинации одного и того же набора из четырёх чисел. Отказавшись от порядка появления шаров, в сумме получается 1001 комбинация. Из них 1000 распределена между командами, не вышедшими в плей-офф, а одна (11х12х13х14) не используется.
Команды располагаются в порядке, обратном их месту по результатам регулярного чемпионата, и в зависимости от порядка определяют свои шансы. Лотерея происходит в присутствии свидетелей, удостоверяющих, что все 14 шаров присутствуют, что все они положены в барабан. Перед выемкой первого шара барабан крутится в течение 20 секунд, последующих трёх — через 10. Чиновники НБА определяют, какой команде принадлежит выигрышная комбинация, после чего шары возвращаются в барабан и процесс повторяется для второго и третьего пиков. Сейчас для финальной стадии драфт-лотереи используют конверты. Если новая комбинация принадлежит ранее выигравшему клубу или относится к единственной незадействованной, розыгрыш повторяется, пока не определится уникальный победитель. После определения трёх счастливчиков лотереи оставшиеся команды выбирают в порядке, обратно пропорциональном занятым в регулярном чемпионате местам. Такая лотерея гарантирует, что любая команда будет выбирать не позже, чем через три раунда от предполагаемого.

### Правила
Все игроки-американцы имеют возможность подать свою кандидатуру на драфт во время обучения в колледже. До 2005 года они имели право выдвигаться в любой момент со времени окончания школы, а иностранцы — только по достижении ими 18 лет. Начиная с 2006 года НБА изменила правила: все игроки, независимо от места проживания, могут выставляться на драфт только в год своего 19-летия.
Для молодёжи лига установила два дня декларации о своих намерениях. Все желающие попасть на драфт должны объявить об этом до или в первую отведённую для этих целей дату. После этого они могут посещать предрафтовые лагеря НБА или индивидуальные командные просмотры, где, показывая навыки и умения, получат сведения о шансах на драфте и возможных номерах выбора. При отрицательных отзывах игрок может вычеркнуть своё имя из списка проспектов в любое время до второй даты — окончательной декларации — за неделю до драфта.
Если игроку повезло быть выбранным в первом круге драфта, команда обязана заключить с ним, как минимум, двухлетний контракт. Выбранным же во втором круге команда не обязана предлагать гарантированный контракт, но имеет «права на него» в течение трёх лет.
В зависимости от предпочтений или нужд того или иного клуба, потенциальные выборы на драфте могут быть обменяны в другой клуб в ходе трансферов. В таком случае права на игрока, выбранного на драфте, переходят в руки другого клуба. Так, в феврале 2011 года «Кливленд Кавальерс» обменяли в «Клипперс» Мо Уильямса и Джамарио Муна на Бэрона Дэвиса и выбор в первом раунде драфта, который позже окажется первым номером драфта и будет использован Деном Гилбертом для выбора Кайри Ирвинга.
Наиболее успешными считаются драфт 1984 года, в результате которого в лигу пришли Хаким Оладжьювон, Майкл Джордан, Чарльз Баркли, Элвин Робертсон, Джон Стоктон и другие будущие участники Матча всех звёзд и Зала славы, драфт 1996 года (Аллен Айверсон, Коби Брайант, Стив Нэш) и «лучший драфт нового тысячелетия» — 2003 года (Леброн Джеймс, Дуэйн Уэйд, Кармело Энтони, Крис Бош).

## Регулярный чемпионат
Летом, в июле, проводится турнир Летней Лиги НБА. Составы команд формируются из новичков, запасных игроков, которым требуется игровая практика, или же не закреплённых ни за одной командой игроков (незадрафтованных студентов или свободных агентов). Результат команды значения не имеет. Из-за отсутствия заинтересованности и необходимости игра в Летней Лиге представляет собой в основном индивидуальные выступления с большим количеством потерь и редкими взаимодействиями.
Осенью открываются тренировочные лагеря команд НБА, в ходе которых определяется состав, выявляется физическое состояние игроков и их готовность. В сентябре проводится ряд предсезонных игр. Точного количества не предусмотрено; обычно команда проводит от 6 до 8 матчей. В последнюю неделю октября стартует регулярный сезон.
В течение 171 дня регулярного сезона каждая команда проводит 82 матча, из которых:
- по 4 матча против каждого соперника по дивизиону (4х4=16 игр);
- по 4 матча против каждой из 6 команд своей конференции (4х6=24 игры);
- по 3 матча против каждой из 4 оставшихся команд своей конференции (3х4=12 игр);
- по 2 матча с каждой из команд противоположной конференции (2х15=30 игр)[139].

В январе руководство каждого клуба обязано предоставить календарь из примерно 55 дат, когда будет доступна их домашняя площадка. НБА является единственной лигой, в которой матчи проходят на Рождество и другие праздники, а официальные перерывы в расписании приходятся лишь на Сочельник, выходные всех звёзд и финальную игру I дивизиона баскетбольного турнира НАСС. Время начала игр может варьироваться в зависимости от пожеланий телевизионных партнёров.
В итоге для каждого клуба можно определить так называемую сложность расписания: она зависит от силы соперников по дивизиону, количества игр подряд «на выезде», расстояния между городами, которое необходимо преодолеть перед началом игры, количества back-to-back игр и времени начала игр.

### Уикенд всех звёзд
| День недели | Мероприятия |
| ----------- | --- |
| Пятница     | Матч знаменитостей, матч новичков, вечер конкурсов D-лиги                                                                            |
| Суббота     | Матч всех звёзд D-лиги, конкурс навыков защитников, конкурс «Shooting Stars», конкурс трёхочковых бросков, конкурс по броскам сверху |
| Воскресенье | Матч всех звёзд НБА |

В феврале регулярный чемпионат делает перерыв для проведения уик-энда (англ. weekend — конец недели, выходные) всех звёзд, в ходе которого проходит несколько околобаскетбольных конкурсов и матчей с участием не только звёзд НБА, но и звёзд шоу-бизнеса, кино и телевидения, а завершается всё Матчем всех звёзд НБА.
Фанаты со всего мира через Интернет (жители США и Канады — по телефону) голосуют за тех или иных игроков, определяя стартовый состав команд всех звёзд Западной и Восточной конференций. Тренеры всех команд лиги определяют запасных игроков на этот матч; тренеры не имеют права отдавать свой голос за игроков своей же команды.

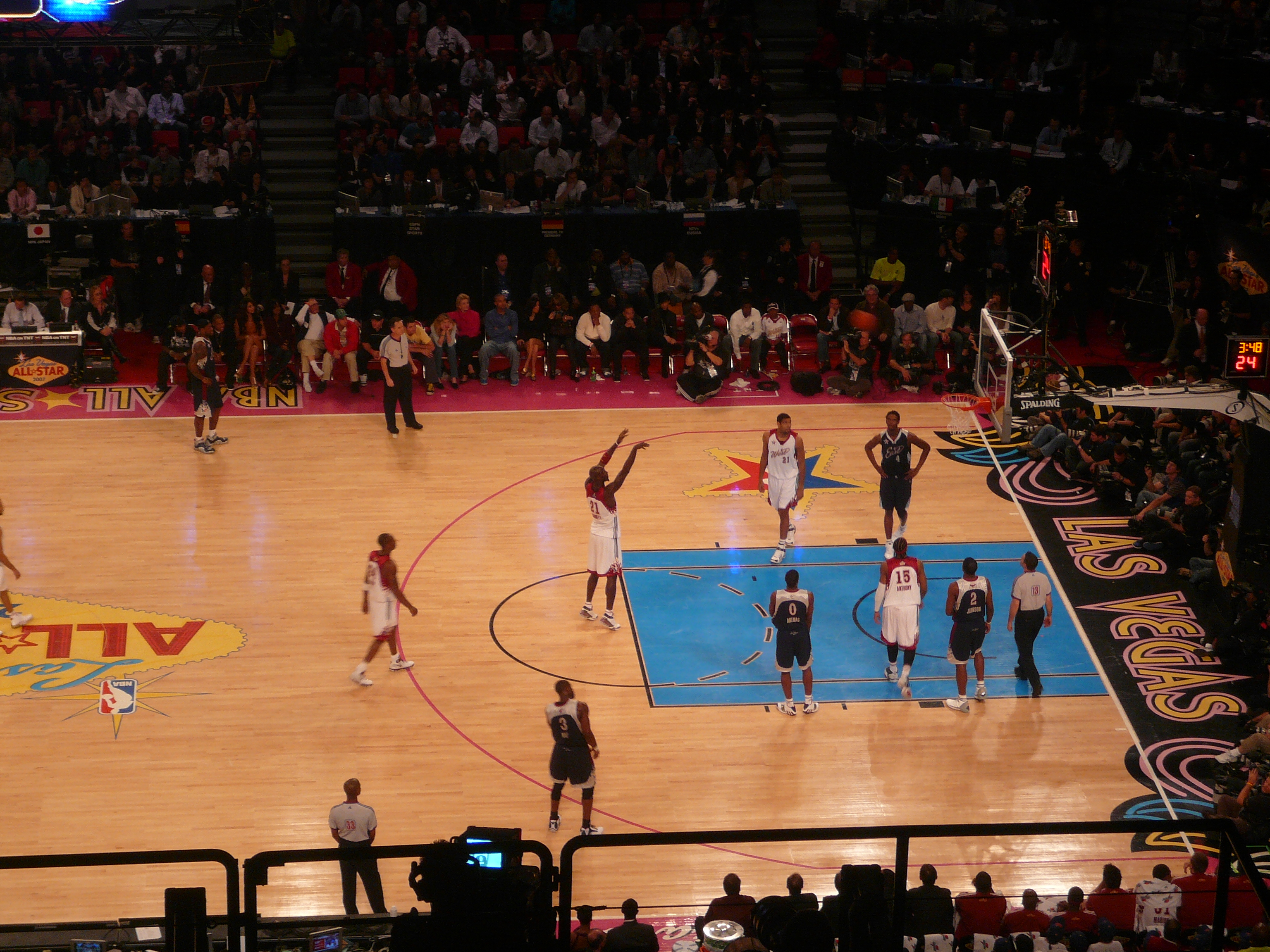
Кевин Гарнетт выполняет штрафной бросок в ходе матча всех звёзд в Лас-Вегасе в 2007 году

Матч знаменитостей НБА проводится с 2004 года, в состав команд входят игроки НБА, завершившие карьеру, игроки ЖНБА, актёры, музыканты, телеведущие, политики и представители других видов спорта. Матч новичков НБА противопоставляет команду новичков ассоциации команде игроков, проводящих в ней второй сезон — «второгодок». Вечер конкурсов в D-лиге включает в себя соревнование по броскам сверху, трёхочковым броскам и конкурс игры H-O-R-S-E. На следующий день проходит матч звёзд лиги развития.
Вечер конкурсов НБА включает в себя конкурс навыков защитников, конкурс Shooting Stars, конкурс по броскам сверху и конкурс трёхочковых бросков. Завершаются выходные Матчем всех звёзд Национальной баскетбольной ассоциации. Игрок победившей команды, лучше других проявивший себя в этом матче, получает награду Самого ценного игрока матча всех звёзд.
Вскоре после Матча всех звёзд закрывается трансферное окно (период, когда можно обменивать игроков), крайний срок перед окончанием этого периода называется дедлайн. Сам регулярный чемпионат завершается во второй половине апреля.
По итогам сезона образуются символические сборные лучших игроков (в количестве 3, в зависимости от уровня), сборные лучших игроков по игре в защите (2) и сборные лучших новичков (2).

## Плей-офф
Стадия игр плей-офф начинается в конце апреля; в ней принимают участие восемь сильнейших команд с каждой конференции. Итоговое место каждой из первых шести команд определяется коэффициентом побед. А команды, занявшие 7-10 места включительно, сыграют в турнире плей-ин за право отобраться в плей-офф.
Обладателя «преимущества домашней площадки» (того, кто начнёт серию с игр на домашнем паркете) определяет не более высокое место в конференции, а коэффициент побед. Таким образом, первая команда регулярного чемпионата получает такое преимущество на всех стадиях и встречается с восьмой командой конференции, вторая с седьмой, третья с шестой, четвёртая с пятой. Система «игр навылет» претерпела очень большие изменения с момента её введения в 1947 году до достижения своего современного состояния, введённого в 2006 году и действующего с плей-офф 2007 года.
Игры проходят по олимпийской системе: победитель в серии до 4 побед проходит в следующий раунд, проигравший — вылетает. В следующем раунде команда-победитель одной пары неизменно играет с победителем другой. Все игры плей-офф, включая Финал, проходят в четыре раунда: первый раунд, полуфиналы конференций, финал конференций и большой Финал. Распределение домашних-гостевых игр плей-офф (кроме Финала) проходит по системе 2-2-1-1-1. Это означает, что команда с более высокого места проведёт на родном паркете матчи № 1, 2 и при необходимости 5 и 7. Более слабая — по итогам регулярного чемпионата — команда проведёт у себя «дома» матчи № 3, 4 и 6.
В играх Финала НБА принята особая система распределения игр дома и на выезде: 2-3-2. В семиматчевой серии команде с лучшим балансом после двух домашних встреч придётся провести в «гостях» три матча, после чего завершать серию она будет двумя матчами «дома». Менее успешная команда проведёт на родной арене матчи № 3, 4 и 5. Такая система используется в финалах НБА с 1985 года. С сезона 2013—2014 в финале НБА используется система распределения игр 2-2-1-1-1..

## Награды НБА
Ежегодно НБА вручает в сумме 12 наград игрокам, тренерам и менеджерам за различные заслуги, достижения и вклад в развитие и популяризацию игры.

### Командные
Кубок Ларри О’Брайена вручается команде-победителю Финальной серии плей-офф. До 1978 года за аналогичные заслуги вручался кубок Уолтера Брауна. Кубок остаётся на постоянное хранение у команды-победителя.
Одной из старейших традиций в НБА является награждение игроков команды победителя персональными кольцами — перстнями победителя чемпионата. Первыми обладателями такой эксклюзивной награды стали игроки клуба «Филадельфия Уорриорз» в 1947 году, ещё во время выступлений в БАА. Долгое время перстни не отличались с годами от предшественников дизайном, но с чемпионства «Лейкерс» в 1985 году каждый год изготавливается уникальный вариант победного украшения. Лига оплачивает лишь часть расходов на перстни, основная финансовая ответственность в этом случае ложится на плечи владельцев команды.

### Индивидуальные
Игрок, лучше других проявивший себя в матче всех звёзд, получает приз Самого ценного игрока Матча всех звёзд НБА. Вручается с 1953 года, но был вручён с опозданием и лучшим игрокам предыдущих лет (Матч всех звёзд проводится с 1951 года). Награда Лучшему новичку года вручается игроку, проводящему первый год в Лиге и, по мнению спортивных журналистов, лучше других проявившему себя в ходе регулярного чемпионата. Вручается с 1953 года. Альтернативное название — приз Эдди Готтлиба. Приз Самому ценному игроку регулярного чемпионата является одним из наиболее престижных и также вручается лучшему, по мнению журналистов, игроку регулярного чемпионата. Вручается с 1956 года, альтернативное название — приз Мориса Подолофа. Приз Тренера года вручается лучшему, по мнению журналистов, главному тренеру команды НБА. Второй вариант названия — приз Рэда Ауэрбаха, введён с 1963 года.
Приз Билла Рассела (официальное название) вручается лучшему игроку Финальной серии НБА. Только однажды, в год введения награды, её обладателем стал представитель проигравшей команды. Вручается с 1969 года, имя Билла Рассела закреплено за кубком с 2009 года. Начиная с сезона 1972—73 годов журналом «Sporting News» лучшему менеджеру по итогам регулярного сезона присуждался титул Менеджер года НБА. С 2009 года награда обрела статус официальной награды, вручаемой самой НБА. Приз имени Дж. Уолтера Кеннеди получает игрок или тренер, активно участвующий в общественных и благотворительных проектах. Присуждается Ассоциацией профессиональных баскетбольных журналистов с 1975 года. 1984 год стал первым случаем присуждения премии лучшему оборонительному игроку в НБА за его достижения в игре в защите. Приз лучшему шестому игроку вручается лучшему игроку из списка тех, кто в большинстве матчей сезона выходит на площадку со скамейки запасных. Награда Самому прогрессирующему игроку вручается баскетболисту, достигшему наибольшего прогресса в течение одного регулярного чемпионата. Приз за спортивное поведение НБА вручается демонстрирующему максимально честное поведение на площадке игроку.

## Лига развития НБА
Основанная в 2001 году, до 2005 года известная как Национальная Баскетбольная Лига развития, сейчас именуемая как Лига развития НБА или D-лига, она официально является младшей лигой НБА, где каждый клуб Лиги развития прикреплён к одному или нескольким клубам НБА (так называемые фарм-клубы).
На 2011 год в лиге насчитывается 16 команд. Команды младшей лиги не подписывают контракты с игроками, но игроки закреплены за Д-лигой в целом. Минимальный возрастной порог — 18 лет (в НБА — 19). Игрок НБА во время выступления в Д-лиге получает зарплату в полном объёме и числится в заявке на игру. Игрок может вызываться для игр команды НБА неограниченное количество раз, но в обратном направлении он может перейти только 3 раза за сезон.
Множество игроков после выступлений в Д-лиге хорошо показали себя и в «старшей» лиге: Крис Андерсен и Мэтт Барнс играли в Д-лиге до появления в составе команд НБА, Хосе Хуан Бареа, например, является одним из 12 игроков, кто стал чемпионом НБА, побывав в Д-лиге.
В целом, по состоянию на конец сезона 2010/2011, около 20 % действующих игроков НБА в то или иное время выступали в Лиге развития.

## Судейство в НБА

### Главные особенности
Между баскетболом НБА и лигами остального мира существуют некоторые различия, продиктованные не только уровнем игры и финансовыми вложениями, но и правилами. Несмотря на общую базу в виде 13 фундаментальных правил баскетбола за авторством Джеймса Нейсмита, трактовка многих баскетбольных понятий существенно разнится в Старом Свете и «за океаном».
Отличается расстояние до трёхочковой дуги (6,75 м — ФИБА, 7,2 м — НБА), продолжительность матча (4х10 мин — ФИБА, 4х12 — НБА), лимит фолов одного игрока (5 — ФИБА, 6 — НБА). Многие параметры (например, трёхсекундная зона в виде прямоугольника, а не трапеции) были введены ФИБА совсем недавно. Сокращение времени владения до 24 секунд и другие пункты с годами сближают европейский баскетбол с североамериканским, но сильно отличные школы судейства дают о себе знать.

### Судейство
Высокий класс игроков снижает процент технического брака, а в случае же потенциально красивого момента зачастую судьи НБА не столь категоричны, как их европейские коллеги. Некоторые пробежки остаются (специально или нет) незамеченными судьями, особенно в ситуациях, когда лишний шаг не даёт очевидного преимущества нападающему. Позволяя игрокам порадовать зрителей зрелищной игрой, судьи НБА редко противятся красивому, но иногда «незаконно» выполняемому действию, такому как блок-шот с игрой в корпус или слэм-данк.

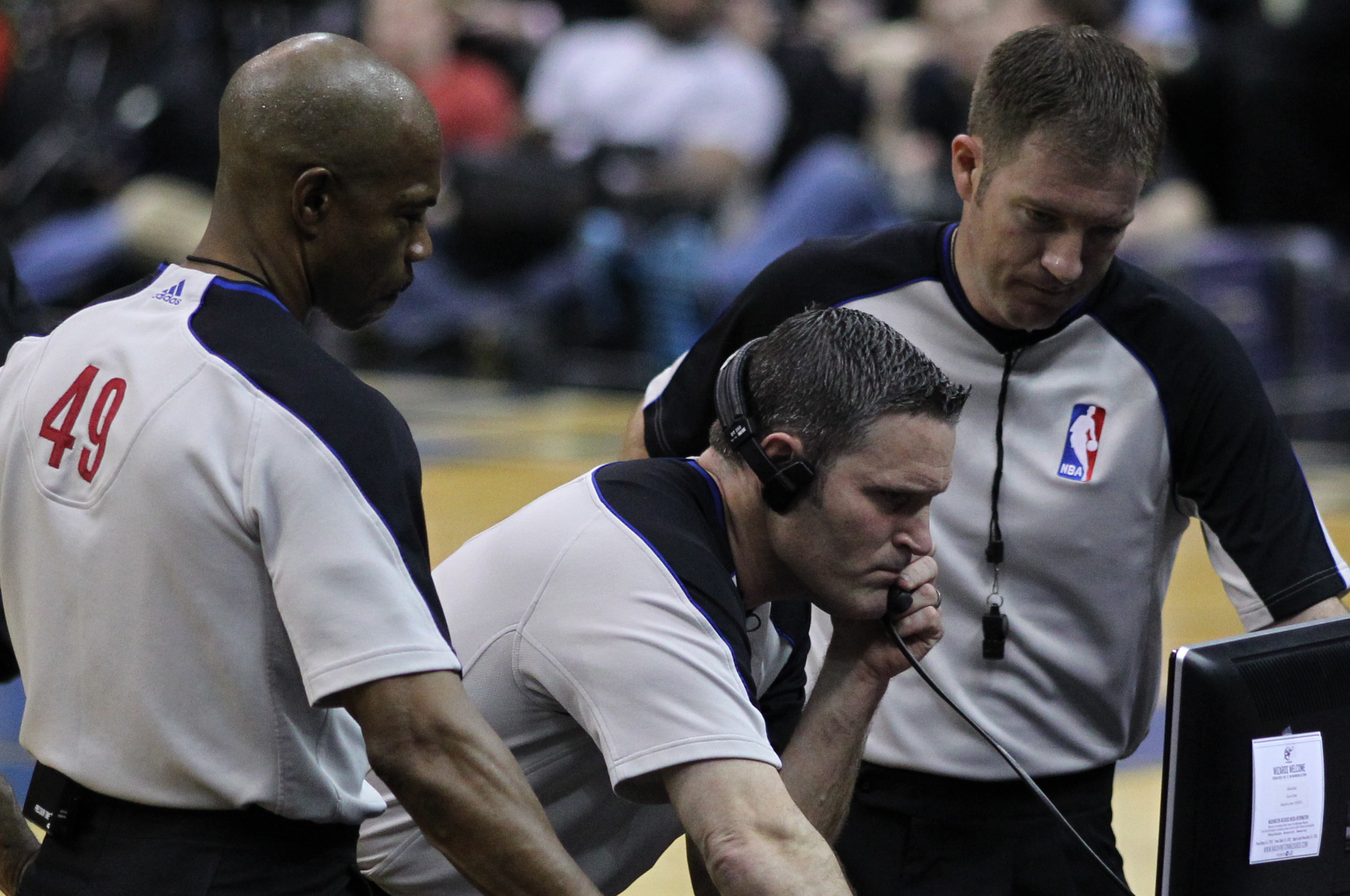
Судейская бригада просматривает видеоповтор момента для принятия решения в ходе матча между «Майами Хит» и «Вашингтон Уизардс» 30 марта 2011 года

Аналогичная ситуация обстоит и с контактной игрой. В правилах НБА есть пункт, гласящий, что случайный контакт с атакующим игроком не должен караться, если он не принёс выгоды защитнику. Такие особенности игрового менталитета и создали баскетболу НБА имидж «шоу», где в первую очередь предпочтение отдаётся изысканным и редким элементам. Редкие остановки и дозволенная борьба, особенно под кольцом, делают баскетбол НБА атлетичным и жёстким.
Во многих случаях рефери НБА опускают формальности с назначением фолов, когда, учитывая ситуацию, например, в концовке равных игр, редко применяются «неспортивные» замечания в силу возросшего напряжения игры. Но с «техническими» фолами ситуация кардинально полярная: каждый технический фол рассматривается верховными лицами лиги, определяя возможное дальнейшее наказание для игрока. В случае обнаружения некоего подтекста в поведении игрок может быть на время дисквалифицирован или оштрафован.
Ещё более сурово руководство лиги поступает в случае агрессии и драк. Так, в РФБ и Евролиге после драки самым суровым наказанием может быть отстранение на срок от одной до пяти игр и штраф до нескольких тысяч евро. Рон Артест после драки в «Пэлас оф Оберн-Хилс» был отстранён до конца сезона (86 игр), приговорён к условному сроку и из-за невыплат зарплат потерял около 5 миллионов долларов. Ужесточение правил и появление новой разновидности технического фола «за неуважение к игре» в 2010 году сделали судей НБА ещё более защищёнными от критики на площадке. Получив два технических в одном матче и будучи по правилам выгнан за это с площадки, игрок будет вынужден наблюдать за игрой в следующем матче со скамейки, так как за удалением автоматически следует дисквалификация на одну игру. Критика судейства вне площадки также не приветствуется: в январе 2011 года тренер «Мэджик» Стэн Ван Ганди был оштрафован за подобные публичные заявления на 35 тысяч долларов.
Ассоциация в целом гораздо более инициативна по отношению к правилам и их изменению в сторону тех или иных тенденций: введение третьего судьи в 1978 году, введение линии трёхочкового броска в 1979 году и т. д. Введение правила трёх секунд в защите позволило искусственно освободить путь для прохода к кольцу, что увеличило темп игры и количество открытых бросков.
В распоряжении Ассоциации находится около 70 судей. Зарплата судей зависит от количества проведённых матчей, а также от расстояния, которое преодолевает судья, добираясь до города, где будет проходить игра. Стаж и опыт работы судьи не влияют на заработную плату. Ежегодный доход судей составляет около 200—250 тысяч долларов.

### Скандал Тима Донахи
«Если бы я был поклонником НБА, не знал, смеяться мне или плакать»— Тим Донахи

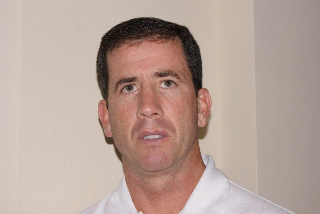
Тим Донахи

В июле 2007 года были преданы огласке отчёты расследований ФБР, в которых говорилось, что один из судей НБА, Тим Донахи, страдающий игровой зависимостью, делал ставки на матчи, которые сам же обслуживал, своими действиями влияя на исход и разницу в счёте. В отчёте говорилось, что использовать своё положение для собственной выгоды Донахи начал в 2005 году, а также упоминалось о его связях с организованной преступностью.
Ещё больший резонанс это дело приобрело после заявлений самого Донахи о том, что, влияя на результаты матчей, он действовал «в интересах НБА». Позже он подтвердил сказанное, пояснив, что имел в виду прямые указания из администрации Ассоциации.
Предполагается, что особое внимание в зашифрованных отчётах, предоставленных ФБР, уделяется играм плей-офф 2002 и 2005 годов. В первом случае под подозрение попала серия матчей финала Западной конференции, в которой встречались «Сакраменто Кингз» и «Лос-Анджелес Лейкерс». В 6 матче при счёте 3-2 в пользу «Кингз» игроки передней линии «Сакраменто» получили на четверых 20 фолов, и баскетболисты «Лейкерс» 27 раз пробивали штрафные только в четвёртой четверти. По словам Донахи, чиновники НБА «были заинтересованы в продлении той серии». Счёт в серии сравнялся, а два дня спустя «Лейкерс» вышли в Финал и стали чемпионами.
Вторым случаем считается первый раунд плей-офф 2005 года: «Хьюстон Рокетс» вели 2-0, но проиграли «Даллас Маверикс» серию со счётом 3-4, а тренер «ракет» Джефф Ван Ганди был оштрафован на 100 тысяч долларов за нелестные высказывания в интервью (штраф до сих пор является рекордным для тренеров).
В июле 2008 года Донахи был приговорён к 15 месяцам тюремного заключения; он вышел на свободу в ноябре 2009 года. После выхода из тюрьмы Донахи написал автобиографическую книгу «Персональный фол».
В ходе исследований оказалось, что все 56 судей НБА хотя бы однажды нарушали договор на запрет об участии в азартных играх; более половины подтвердили имеющийся опыт ставок в казино.

## Экономика НБА

### История
Игроки НБА оказались первыми среди участников всех американских профессиональных спортивных лиг, кто организовал собственный профсоюз, и произошло это в 1954 году. В 1983 году был подписан первый коллективный договор по доходам, который и регулирует отношения игроков и владельцев команд как работников и работодателей. CBA (иногда транслитерируется как КБА), — англ. collective bargaining agreement — коллективный договор между представителями интересов игроков и владельцами клубов, является основным документом, в котором прописаны все правила и нюансы устройства и функционирования Ассоциации.
В том же году (1983) был установлен «потолок зарплат» (англ. salary cap) — максимально допустимая сумма затрат одного клуба на выплаты игрокам в качестве зарплаты (то есть сумма всех зарплат в команде). Так называемые payrolls — суммы, которые можно тратить на зарплату отдельно взятым игрокам, — напрямую зависят от доходов Ассоциации и едины для всех команд. Но так было не всегда.
Долгие годы перед этим все игроки лиги получали примерно одинаковую зарплату, которая составляла чуть менее тысячи долларов в месяц. Но зарплаты игроков росли, и в 1964 году Уилт Чемберлен стал первым игроком НБА, перешагнувшим рубеж уже ста тысяч долларов за сезон. Стараясь всячески доказать своё преимущество в соперничестве, Билл Рассел из «Селтикс» подписал контракт на демонстративную сумму в 100 тысяч и один доллар, но уже в 1968 году Чемберлен ставит свою подпись под контрактом на сумму 750 тысяч за три года. В первый же сезон пребывания в лиге рекорд зарплаты перешёл к Кариму Абдул-Джаббару, и с тех пор зарплаты «звёздных» игроков неизменно стремились вверх со всё увеличивающейся скоростью. С 1984 года до локаута в 1999 году зарплаты игроков выросли почти в 10 раз.

Рост потолка зарплат с 1985 года

Индивидуальные выплаты и общий потолок зарплат формируются с опорой на прогнозируемый рейтинг BRI (англ. Basketball Related Income) — общий доход НБА во всех сферах.

### Потолок зарплат
Потолок зарплат — статья в КБА, согласно которой для всех клубов лиги устанавливается определённый максимум общекомандных выплат игрокам по контрактам.
Потолок зарплат в НБА мягкий — существует множество официально разрешённых исключений при подписании контрактов с игроками и формировании общей картины экономического положения клуба.
Потолок зарплат может быть превышен — и значительно. Однако за превышение владельцам клубов приходится платить в бюджет лиги специальный налог (налог на роскошь) в размере 100 % от превышения. Выплаты происходят в случае, если затраты на зарплаты превышают определённый, также прописанный в КБА, уровень налогов (71,7 млн долларов на сезон 2013/14). Деньги распределяются между остальными командами — уравнивая финансовые возможности клубов.
Существуют также и индивидуальные ограничения доходов игроков, как для минимальных, так и для максимальных зарплат. Например, новичок НБА не может зарабатывать меньше 490 тыс. долларов в год (в сезоне 2013/14), а уже после четырёх лет в лиге минимальная зарплата превышает порог миллиона долларов. В свою очередь, максимальная зарплата для «первогодки» и для человека, выступающего в НБА шестой год, одинакова и составляет около 13 миллионов в год. А для ветерана (более 10 сезонов) верхний предел зарплаты превышает 19 миллионов.

### Локауты
Всего в истории НБА было четыре локаута. Первый локаут начался 1 июля 1995 года и продлился до 21 сентября того же года, в результате чего были отменены летние тренировочные лагеря. 11 июля 1996 года случился второй локаут, который продолжался чуть меньше трёх часов и получил название «трёхчасовая война».
Но уже в марте 1998 года владельцами команд было принято решение об использовании права на досрочный пересмотр ранее заключённого соглашения. Вновь не придя к компромиссу в установленные сроки, 1 июля 1998 года владельцы команд объявили о третьем локауте. Краеугольным камнем самого продолжительного локаута (204 дня) стало судебное разбирательство, в ходе которого решался вопрос о том, обязаны ли клубы выплачивать зарплату игрокам в случае отсутствия матчей как таковых. И если до вынесения судебного вердикта игроки находились в безопасной ситуации, то после разрешения проблемы в пользу владельцев игроки перестали получать деньги по контрактам, многие переехали на время играть в Европу. Положение профсоюза игроков резко пошатнулось, и они были вынуждены идти на уступки, что и привело к заключению «перемирия» 6 января 1999 года. В результате забастовки было отменено 464 игры регулярного сезона. После завершения срока действия соглашения в 2005 году обе стороны пришли к консенсусу всего за несколько дней.
В 12:01 1 июля 2011 года начался четвёртый в истории лиги локаут. В требования владельцев клубов входили снижение зарплат игроков на 25 % и установление «жёсткого», фиксированного потолка зарплат на уровне 45 миллионов. Под угрозой оказался весь сезон 2011/2012 годов. 26 ноября на пресс-конференции было объявлено о завершении локаута, который продлился 149 дней. Новый договор между игроками и владельцами команд был подтверждён и вступил в силу 9 декабря 2011; в этот же день были открыты тренировочные лагеря и разрешены подписания контрактов со свободными агентами. Расписание сезона 2011/2012 было сокращено до 66 игр, и первые игры прошли на Рождество, 25 декабря.

## Партнёры и спонсоры НБА
| Компания           | Отрасль                                 |
| ------------------ | --------------------------------------- |
| Gatorade           | Спортивное питание                      |
| Coca-Cola          | Производство прохладительных напитков   |
| Nike               | Производство спортивных товаров         |
| Anheuser-Busch     | Пивоварение                             |
| Adidas             | Производство спортивных товаров         |
| Southwest Airlines | Авиаперелёты                            |
| FedEx              | Почтовый бизнес                         |
| Electronic Arts    | Индустрия компьютерных игр              |
| Sirius XM Radio    | Спутниковое радиовещание                |
| Spalding           | Производство спортивных товаров         |
| T-Mobile           | Беспроводная связь                      |
| AutoTrader.com     | Интернет-магазин по продаже автомобилей |
| Haier America      | Бытовая техника                         |
| Cisco              | Телекоммуникации                        |
| Hewlett-Packard    | Информационные технологии               |
| Kia Motors         | Автомобилестроение                      |
| Right Guard        | Косметика                               |
| Taco Bell          | Общественное питание                    |
| Bacardi            | Производство спиртных напитков          |
| State Farm         | Финансы и страхование                   |

Помимо телевизионных контрактов, НБА сотрудничает с множеством компаний и организаций, представляющих свою продукцию для использования на площадке и вне её.
Сама площадка изготавливается из строго определённых сортов деревьев, среди которых монополистом является древесина деревьев рода клён. Лак для покрытия площадки должен пройти проверку специальной комиссией, прежде чем будет нанесён на поверхность площадки. Некоторые клубы отдают предпочтение американским фирмам, а некоторые — иностранным, в частности, немецким.
За конструкции колец и щитов ответственна компания «Спалдинг», она же является приоритетной при выборе колец и единственно допустимой для используемых во время тренировок и игр мячей. После нескольких случаев разрушения щитов из стекла НБА сменила само устройство конструкций, и теперь при мощном воздействии на кольцо щит невозможно сломать. Официальный мяч НБА претерпел изменение только однажды, в 2006 году, когда был введён новый тип мяча из искусственных материалов. Но поступившие от игроков жалобы и отрицательные отзывы о качестве мяча заставили Дэвида Стерна вернуться к прежнему, кожаному варианту снаряда. Остальные параметры и атрибутика зависят лично от игрока. Форму баскетболистов предоставляет компания Adidas, но выбор игровой обуви остаётся за игроками.
До середины 1980-х годов самой популярной обувью в НБА были кеды Chuck Taylor All Stars фирмы Converse. Однако в это время всё больше и больше игроков начали заключать эксклюзивные контракты с различными фирмами-производителями. Компания Nike в то время также имела множество небольших контрактов, однако к концу 80-х решила более активно выйти на этот рынок и заключила контракт с Майклом Джорданом на 1 млн долларов. Благодаря такой политике в 1990-х годах 25 % игроков заключили контракты с Nike, а ещё 60 % носили её обувь. В 2000-х годах Nike продолжила удерживать свои лидирующие позиции, и подписание контракта с Леброном Джеймсом ещё более усилило их. Adidas и Reebok занимают второе и третье место соответственно.

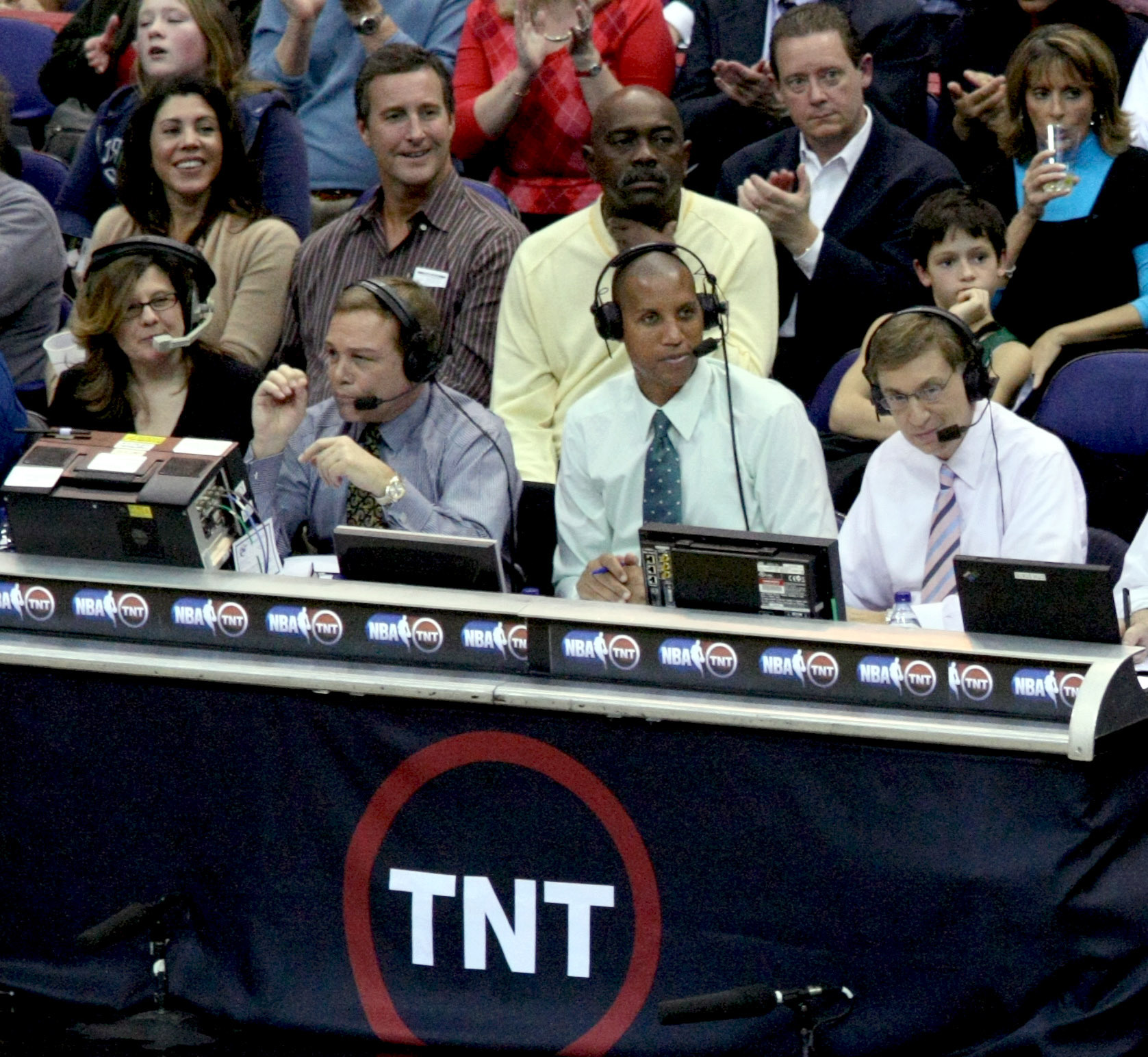
Майк Фрателло, Реджи Миллер и Марв Альберт (слева направо) на комментаторской позиции во время трансляции матча НБА на канале TNT

Немаловажными для доходов НБА являются телевизионные контракты с каналами, транслирующими игры ассоциации. ТВ партнёрами НБА являются каналы ABC, ESPN, TNT, а канал NBA TV является специализированным баскетбольным каналом, финансируемым лично Ассоциацией. Минусом этого канала является отсутствие прав на прямые трансляции матчей.

### NBA Store
NBA Store — сеть магазинов розничной торговли, специализирующихся на продаже товаров под торговой маркой НБА.
Первый подобный магазин был открыт в сентябре 1998 года в Нью-Йорке, на Пятой авеню, в здании №666, располагающемся между 52 и 53 улицами. В магазине площадью ~3300 м², занимавшем почти три этажа, поклонники НБА имели возможность не только приобрести официальную экипировку и атрибутику клубов НБА, многие бытовые предметы с символикой НБА, но и провести вечеринку или поучаствовать в благотворительной акции. Этот магазин был закрыт в феврале 2011 года из-за высокой арендной платы. Планируется открытие нового магазина по адресу Пятая авеню, 590, площадью 557,4 м², осенью 2011 года.
Первый магазин сети за океаном был открыт в столице Китая, городе Пекин, 15 июля 2008 года, на улице Ванфуцзин. Китай является одним из самых перспективных и обширных рынков для НБА: операции с международными клиентами приносят НБА только 10 % общей прибыли, но доход от сотрудничества с китайскими компаниями увеличивается каждый год на 50 %, а количество поклонников НБА среди населения, согласно исследованиям, с каждым годом растёт.

## Имидж и образ
Национальная баскетбольная Ассоциация является очень доходной организацией с целой сетью смежных с ней отраслей и организаций. Поэтому игрокам НБА и всем тем, кто к ней как-либо причастен, приходится поддерживать высокую планку общественного имиджа.

### Форма одежды
В 2005 году в НБА был введён дресс-код, главным правилом которого является официально-деловая форма одежды при появлении на публике в день матча или на других, связанных с её деятельностью мероприятиях. Недозволенными элементами гардероба стали шорты, бейсболки, солнцезащитные очки (в помещениях) и различные цепочки. 

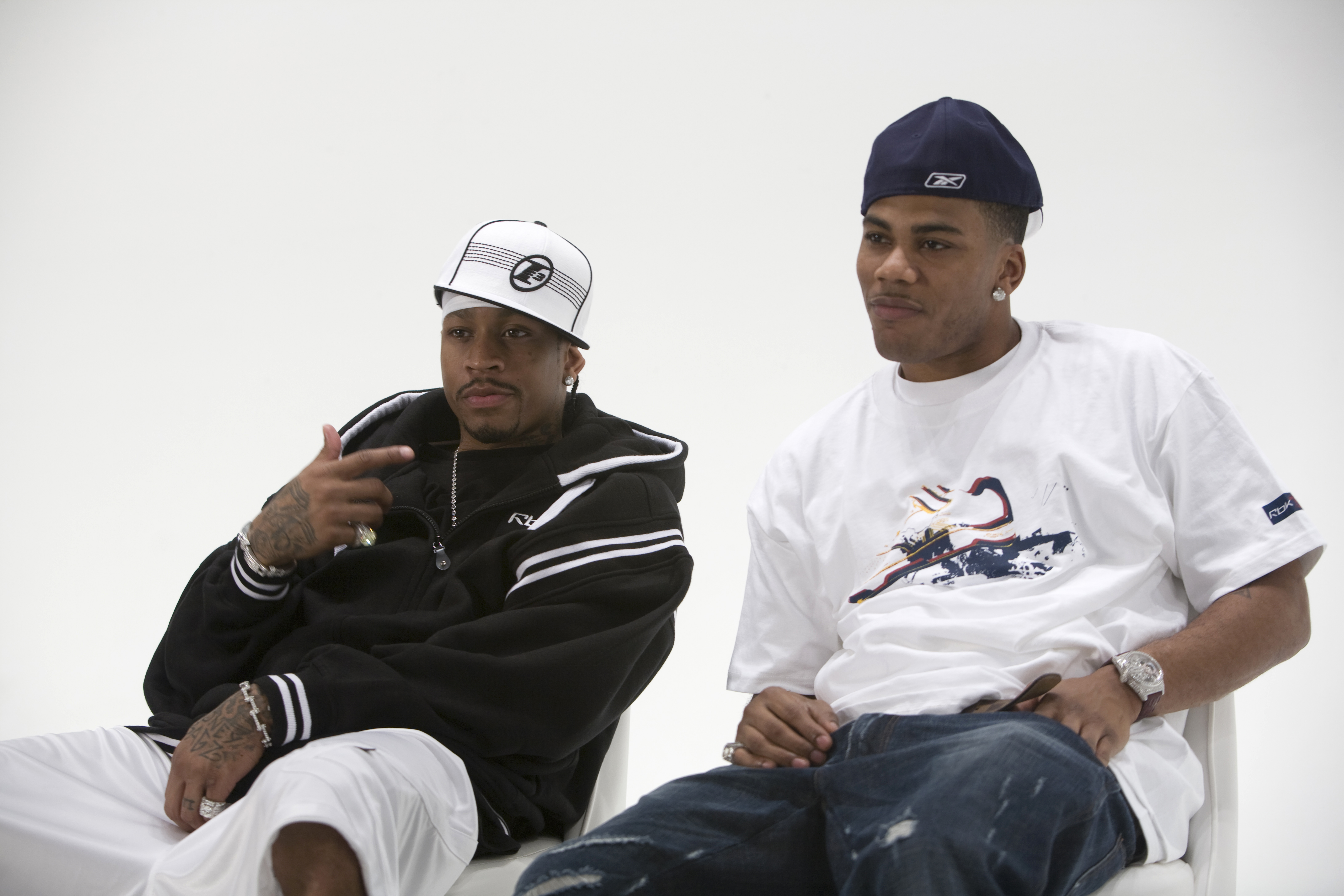
Аллен Айверсон (слева; справа — рэпер Нелли) — один из главных представителей хип-хоп культуры в НБА — ярый противник ограничений в одежде

Были практически полностью исключены варианты использования деталей хип-хоп стиля одежды, что вызвало немало споров. В список предпочтительных предметов туалета вошли ботинки, брюки, футболки неброских цветов без вызывающих надписей, свитера, рубашки и пиджаки. В наушниках от плееров можно находиться только в раздевалке или по дороге на игру — в самолёте или автобусе.
Этими нововведениями предполагалось повысить уровень уважения к Ассоциации в глазах общественности.

### Скандалы
Лига активно борется против употребления наркотиков. Чемпионские сигары в расчёт не берутся, и ещё не было ни одного известного случая пристрастия к сигаретам среди игроков, но, например, Крис Маллин, член легендарной сборной «команды Мечты № 1», уже в ходе профессиональной карьеры прошёл полугодичное лечение от алкогольной зависимости. Нередки новости о задержании того или иного игрока за превышение скорости при езде на автомобиле, зачастую — в состоянии алкогольного опьянения.
Смерть игрока «Селтикс» Лена Байаса (спустя два дня после драфта) от передозировки кокаина привела к целой программе НБА по борьбе с наркотиками. Множество игроков НБА в разное время были уличены в наркозависимости и дисквалифицированы на срок более года (например, Крис Андерсен, дисквалифицированный в 2006 году на 2 года).
В коллективном договоре прописаны запреты на такие вещества, как амфетамины, кокаин, ЛСД, опиаты (героин, кодеин и морфин), PCP, а также на любые виды допинга, будь то анаболические стероиды, повышающие работоспособность организма, вещества или любые препараты, маскирующие наличие в организме запрещённых веществ.
Игроки проходят тест на употребление любого рода стимуляторов 4 раза за сезон (1 раз в ходе предсезонной подготовки). Первый случай положительного результата при проверке на употребление допинга автоматически несёт за собой 10-матчевую дисквалификацию, повторный случай обнаружения запрещённых препаратов в организме спортсмена влечёт за собой 25-матчевую дисквалификацию, а в случае третьего по счёту нарушения правил игрок будет отстранён от игр на один год. И, хотя взгляды на ситуацию с допингом в лиге серьёзно разнятся даже среди игроков, с 1998 года лишь 5 игроков были официально уличены в употреблении стероидов.
Несколько скандалов в НБА были связаны с игроками и хранением оружия. Последний такой случай датирован январём 2010 года, когда два игрока «Уизардс» были дисквалифицированы за незаконное хранение оружия в своих шкафчиках в раздевалке домашней арены клуба. В сентябре 2009 года Делонте Уэст был задержан в Мэрилэнде изначально за превышение скорости, но при обыске его мотоцикла были обнаружены незарегистрированные пистолет, револьвер и дробовик. Уэст был отстранён на 10 матчей.
Нередки случаи вовлечения игроков НБА и в скандалы с насилием и драками. Известными любителями помахать кулаками были и Деннис Родман (арест в 1999), и Чарльз Баркли (драка в баре в 1997), и Аллен Айверсон (арест в 2002), и даже Джейсон Кидд (домашнее насилие в 2001). Множество звёзд первой величины были вовлечены в скандалы, связанные с сексом и изнасилованиями; наибольшую огласку получило дело Коби Брайанта — обвинение в изнасиловании в 2003 году.
Не всегда караются лигой, но крайне негативно сказываются на её имидже публичные заявления игроков. И если острые высказывания на площадке приравниваются к искусству (так называемый «трэш-ток»), то за любое антитолерантное по отношению к кому-либо интервью игрок или тренер могут сильно пострадать: Тиму Хардуэю фраза «Я ненавижу геев» стоила права посещения Матча всех звёзд в Лас-Вегасе, а штрафы за критику судейства или руководителей лиги могут достигать полумиллиона долларов.

### Благотворительность
НБА как организация несёт в себе очень масштабную социальную миссию.

Программа NBA Cares была основана в 2005 году, и с тех пор лигой, игроками и тренерами было пожертвовано более 160 миллионов долларов на благотворительность, было построено более 600 различных объектов для жилья, образования и развлечений, а лично игроки провели более миллиона часов на общественных работах. 

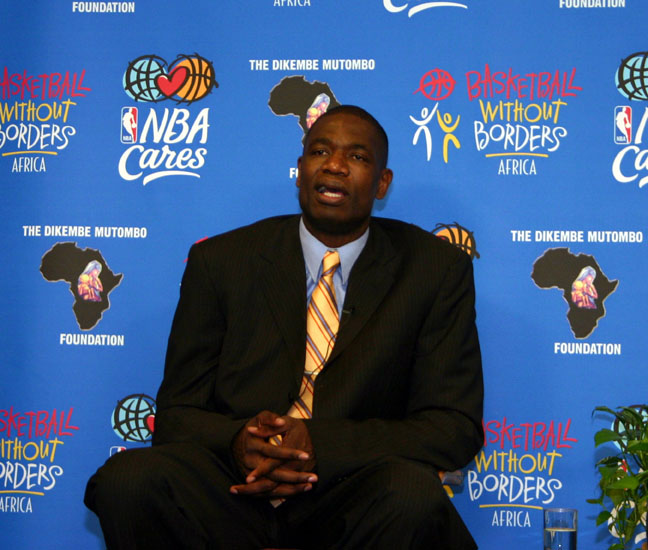
Дикембе Мутомбо в рамках проекта «Баскетбол без границ»

Основными направлениями социальной активности являются программы NBA Fit (пропаганда здорового питания и образа жизни), NBA Green (защита окружающей среды и озеленение городов), Basketball without Borders (Баскетбол без границ — специальные лагеря для роста популярности спорта, баскетбола и НБА по всему миру), Read to Achieve (образовательная программа, снижение уровня неграмотности) и Coaches for Kids (мастер-классы тренеров НБА). Широкий отклик в НБА получают и крупные, международные события, будь то землетрясение на Гаити или ураган Катрина в Луизиане.
Неоценим индивидуальный вклад многих людей, связанных с НБА (в настоящем или прошлом): легенда НБА Дикембе Мутомбо построил больницу на окраине родного города в Конго, Майкл Джордан вложил 5 миллионов в школу Хейлс в Чикаго, Рон Артест продал свой чемпионский перстень за 500 тысяч долларов, отдав все деньги на благотворительность, а Блэйк Гриффин пожертвовал в фонд борьбы с раком автомобиль Kia, через который перепрыгнул в ходе конкурса по броскам сверху 2011 года.
Мэджик Джонсон, после объявления о заражении ВИЧ, является активнейшим участником не только в борьбе против этого заболевания, но и устранении стереотипов насчёт «неполноценности» людей с этим недугом. Многие игроки, будучи верующими и религиозными людьми, также жертвуют определённые суммы денег на развитие и строительство храмов и церквей; Дуэйн Уэйд, например, жертвует 10 % своей зарплаты церкви в Чикаго.

## Известные имена

### Президенты и комиссионеры
- Морис Подолоф (1946—1963)
- Уолтер Кеннеди (1963—1975)
- Ларри О’Брайен (1975—1984)
- Дэвид Стерн (1984—2014)
- Адам Сильвер (с 2014)

### Зал славы
Наивысшей почестью считается включение игрока, тренера, рефери или любого другого связанного с баскетболом деятеля в Баскетбольный Зал славы. С открытия его впервые в 1959 году в Спрингфилдском колледже, где и был придуман баскетбол (позднее Зал дважды переносился в другие места), в него вошли 303 человека в 4 категориях: игроки, тренеры, судьи, команды и прочие деятели; трое — Джон Вуден, Ленни Уилкенс и Билл Шерман — были приняты дважды (как игроки и как тренеры). Кандидатов принимают в Зал ежегодно (хотя в 1967 году никто не был принят), последняя церемония состоялась 12 августа: Зал пополнился ещё десятью (6 игроков, 3 тренера и 1 деятель) членами.

## Международные отношения

### Сборная США

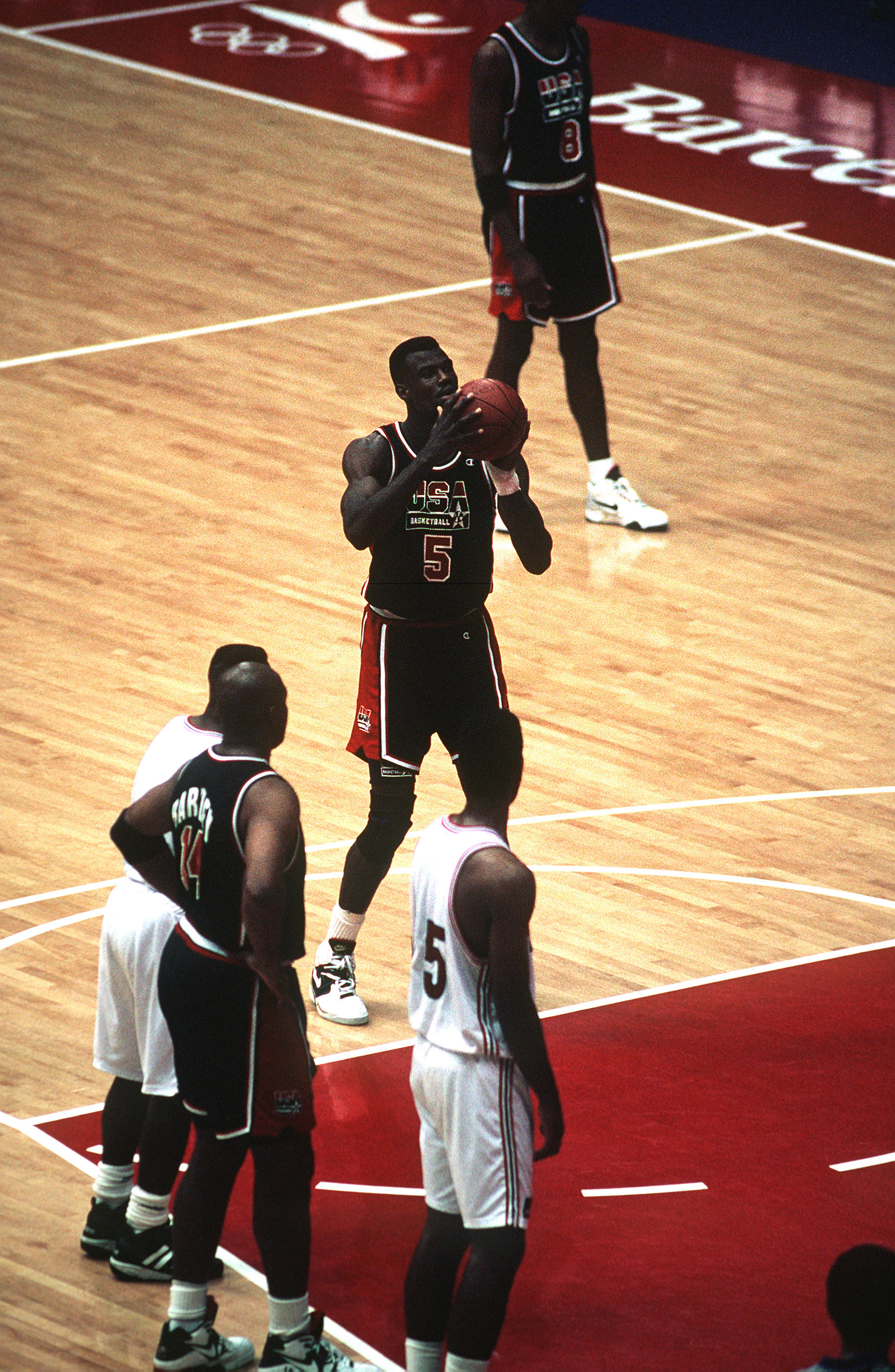
Дэвид Робинсон в игре против Пуэрто-Рико на Олимпиаде-92

Традиционно, до прихода к власти в НБА Дэвида Стерна, на международные турниры, такие как Олимпийские игры и чемпионаты мира, американские профессионалы не допускались к участию, и сборную страны собирали из студентов и любителей. Но с момента победы сборной СССР в полуфинале Олимпиады-88 в Сеуле над сборной США у руководителей НБА всё чаще стал возникать вопрос о необходимости возвращения североамериканского баскетбола к его былому величию и доминированию на международной арене. В сентябре 89-го года Международным олимпийским комитетом было принято решение о допуске американских профессиональных баскетболистов к играм международных соревнований под эгидой ФИБА.
Популярность первой «команды Мечты» — сборной США по баскетболу на играх в Барселоне 1992 года — сравнивали с эпохой «битломании», ведь впервые на турнир подобного рода приехали такие звёзды, как Майкл Джордан, Скотти Пиппен, Клайд Дрекслер, Карл Мэлоун, Джон Стоктон, Крис Маллин, Чарльз Баркли, Мэджик Джонсон, Ларри Бёрд, Патрик Юинг и Дэвид Робинсон.
Именно после той олимпиады НБА стала по-настоящему международной организацией. Игроки команд противников сидели на скамейке запасных с фотоаппаратами и на равных с другими людьми становились в очереди за автографами звёзд «команды Мечты» первого созыва.
Вплоть до Олимпийских игр 2004 года сборная США, составляемая теперь из ведущих игроков НБА, неизменно увозила домой золотые медали, но уже на чемпионате мира 2002 года американцы заняли 6-е место, а из Афин приехали лишь с бронзовыми медалями. Заняв 3-е место и в чемпионате мира в Японии, американцы вернули себе корону чемпионов два года спустя на олимпиаде в Пекине, а ещё через два года, в Турции, стали чемпионами мира в четвёртый раз в истории. Титул олимпийских чемпионов сборная США отстояла в 2012 и 2016 годах, чемпионов мира — в 2014 году.

### Иностранцы в НБА
Перед началом сезона 2010/11 в составах команд НБА насчитывалось в общей сложности 84 игрока, родившихся за пределами Штатов (из 38 стран и территорий). Данный список имеет ряд исключений и делений; Тим Данкан, хотя и родился и вырос на Виргинских островах и, следовательно, является гражданином США, в НБА считается иностранцем.

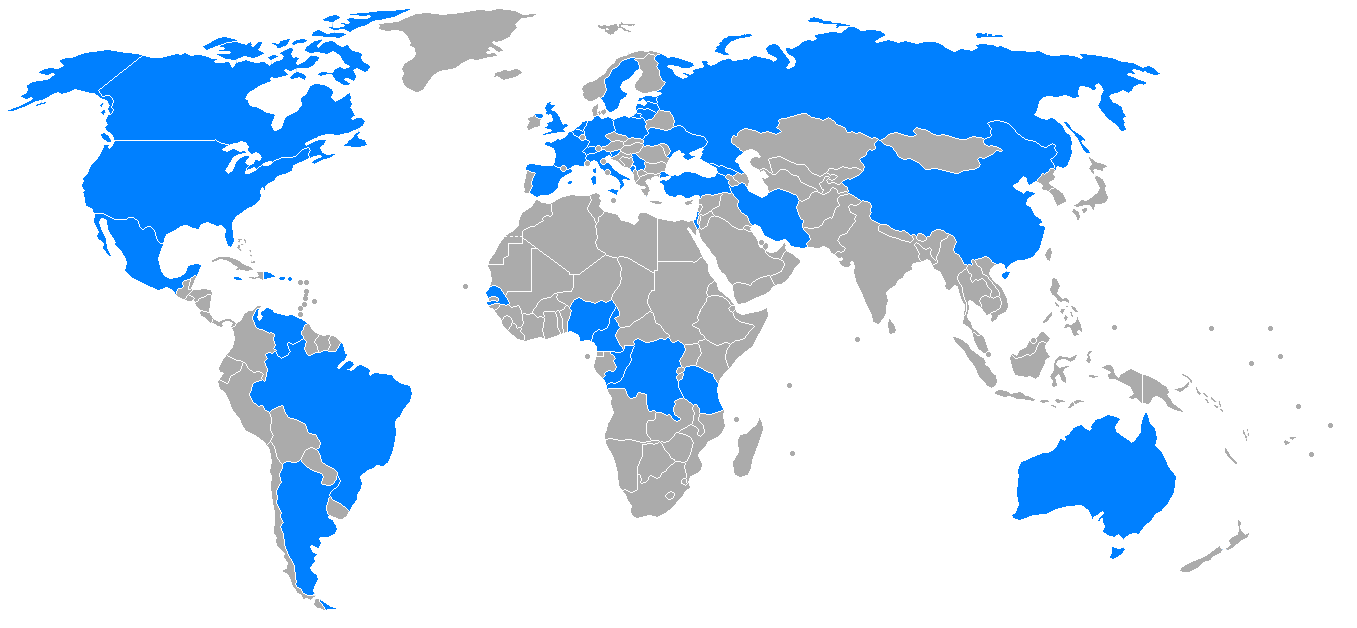
География игроков НБА на 2010. Синим отмечены страны, представители которых играли в составах команд НБА. В 28 из 30 команд НБА был хотя бы один игрок-иностранец. Лидерами по числу представителей являлись: Франция (11 игроков), Турция (5), Аргентина, Бразилия, Канада, Сербия, Испания (по 4).

Множество легионеров клубов НБА выросли в англоязычных странах, некоторые — учились в американских колледжах. Таким образом, из четверых игроков (Хаким Оладжьювон, Тим Данкан, Стив Нэш, Дирк Новицки), получивших звание Самого ценного игрока регулярного чемпионата, только последний — Новицки — является полноправным представителем «Старого Света», поскольку не учился в американском колледже. В случае с титулом Самого ценного игрока финальной серии к Новицки присоединится ещё Тони Паркер (всего — также 4 иностранца: Оладжьювон, Данкан, Паркер, Новицки).
Около пятидесяти выходцев из России и республик СССР в то или иное время выступали за клубы НБА. Девять игроков, поигравших в НБА, являются россиянами.
8 тренеров, 10 деятелей, 11 игроков и 1 рефери, введённые в Зал славы баскетбола, родились за пределами США. Шестеро из них так или иначе связаны с Россией.

### Комментарии
1. ↑  Под понятием «правило Майкена» понимают также запрет на касание мяча после прохождения им высшей точки; до введения изменений центровой мог просто перекрыть кольцо ладонью или выбить мяч снизу, через сетку.
2. ↑  Причём Майкл пропустил большую часть сезона из-за перелома ноги.
3. ↑  Метод защиты, введённый главным тренером «Пистонс» Чаком Дейли, назвали «правилом Джордана»: всякий раз, когда игрок получает мяч, против него применяется двойная, а иногда и тройная опека, то есть защищающиеся оставляют собственных оппонентов и переключаются на одного игрока, с целью создать как можно больше препятствий для атаки кольца.
4. ↑  От англ. three-peat — производного от слов англ. three (три) и англ. repeat (повторять) — термин, по значению схожий с термином «хет-трик» и обозначающий победы одной команды в трёх розыгрышах (чемпионатах) подряд. Используется в командных видах спорта. Является как существительным, так и глаголом.
5. ↑  Повторился, но не сразу же. Джордан вернулся по ходу сезона 94/95 и помог команде выйти в плей-офф, но «Буллз» были выбиты в полуфинале конференции клубом «Орландо Мэджик». Таким образом, 6 чемпионств «Чикаго» пришлись на отрезок в 6,5 лет выступлений Майкла Джордана.
6. ↑  Летне-осенний перерыв между сезонами.
7. ↑  Американский бизнесмен, основатель крупной ипотечной компании[англ.], владелец клуба «Кливленд Кавалиерс».
8. ↑  Нередки так называемые «дневные матчи» — вместо привычного, «вечернего» расписания (с 4 до 10:30 по 12-часовому формату времени) начало матча переносится на первую половину дня (12:00 — 3:30) в угоду телевизионным компаниям.
9. ↑  Игры, следующие друг за другом, — ситуация, когда клубу приходится проводить матчи подряд, без перерыва. В НБА таким образом называют ситуацию, когда команда играет 2 матча за 2 дня.
10. ↑  Игроки на время проходят маршрут с применением таких навыков, как дриблинг, пас прямой и с отскоком от пола, бросок из-под кольца и со средней дистанции.
11. ↑  Бывший игрок НБА, действующий игрок НБА и игрок ЖНБА объединяются в одну команду и выполняют броски по кольцу с разных дистанций.
12. ↑  Четыре игрока соревнуются в умении исполнения слэм-данков.
13. ↑  Игроки по очереди выполняют броски из-за трёхочковой дуги с пяти разных точек.
14. ↑  Им стал Джерри Уэст.
15. ↑  И дресс-код, и программа NBA Cares появились в 2005 году как попытка реабилитироваться в глазах общественности после драки в Пэласе.
16. ↑  От англ. trash, «хлам, мусор», и англ. talk, «разговор», — словесное, вербальное общение во время игры на площадке на грани оскорбления или провокации с целью вывести оппонента из равновесия, заставить его нервничать или испытывать злость. Активно применялся Мохаммедом Али для раззадоривания своих соперников при помощи разнообразных унижений.
17. ↑  По словам главного тренера первой «команды Мечты», Чака Дейли, резонанс от появления звёзд НБА на Олимпиаде можно представить, если сложить вместе Элвиса и «Битлз».
18. ↑  12-м игроком в составе стал студент университета Дьюка Кристиан Леттнер.
19. ↑  Сергей Базаревич, Сергей Моня, Виктор Хряпа, Андрей Кириленко, Ярослав Королёв, Павел Подкользин, Тимофей Мозгов, Алексей Швед, Сергей Карасёв.
20. ↑  Тренер — Александр Гомельский — родился в Кронштадте. 3 игрока: Арвидас Сабонис — Каунас, Литовская ССР; Ульяна Семёнова — Зарасай, Литовская ССР; Сергей Белов — Нащеково, Томская область, СССР. 2 деятеля — основатель НБА Морис Подолоф (Кропивницкий, Украина) и первый тренер и менеджер «Филадельфии Уорриорз» Эдвард Готтлиб (Киев, Украина) — родились ещё в XIX веке (1890 и 1898 года соответственно) и следовательно ещё в Российской империи.